# Sint Maartenslaan (Maastricht)
De Sint Maartenslaan is een straat of laan in het centrum van de Nederlandse stad Maastricht. De laan werd aan het eind van de negentiende eeuw aangelegd als onderdeel van de eerste stadsuitbreiding op de oostelijke Maasoever. Aan de Sint Maartenslaan liggen drie rijksmonumenten en 24 gemeentelijke monumenten.

## Naamgeving
De laan is genoemd naar de heilige Martinus van Tours (ca. 335-397), een belangrijk Frankisch heilige. De straatnaam werd officieel vastgesteld door de Gemeente Maastricht op 14 juli 1892. Sint-Maarten is de naamgever van zowel de kerk van Wyck, de Sint-Martinuskerk, de vroegere stadspoort, de Sint-Maartenspoort, en een zijstraat van de Sint Maartenslaan, Sint Maartenspoort. Een parallelstraat van de Sint Maartenslaan, de Sint Antoniuslaan, is eveneens vernoemd naar een rooms-katholiek heilige.

## Ligging
De Sint Maartenslaan ligt op de rechter Maasoever aan de noordoostzijde van het Maastrichtse stadscentrum. De ongeveer 450 m lange straat loopt min of meer van west naar oost tussen de Maas en het Station Maastricht en wordt door de Wilhelminasingel in tweeën gedeeld. De twee delen zijn min of meer even lang, maar verschillend van karakter. Het iets geknikte westelijke deel ligt geheel binnen de buurt Wyck (Oud-Wyck). Het ongeveer even lange oostelijk deel is kaarsrecht en vormt de begrenzing tussen Wyck (Stationsbuurt) en Sint Maartenspoort. De grens tussen de buurten loopt niet door het midden van de straat maar langs de huizen aan de zuidzijde; de rijbaan, parkeerstroken en voetpaden aan beide zijden van de straat behoren dus in hun geheel tot Sint Maartenspoort. De laan telt aan de noordzijde vijf zijstraten. Van west naar oost zijn dat: Franciscus Romanusweg, Sint Maartenspoort, Wilhelminasingel, Turennestraat en Parallelweg. Aan de zuidzijde zijn zeven zijstraten: Oeverwal, Rechtstraat, Wycker Grachtstraat, Lage Barakken, Wilhelminalaan, Alexander Battalaan en Parallelweg.

## Verkeer en inrichting
Het oostelijke deel van de Sint Maartenslaan behoort tot de drukkere verkeersstraten in Wyck, hoewel de drukte door het afsluiten van de Wilhelminabrug voor het autoverkeer na 2000 iets is afgenomen. Dit gedeelte tussen de Wilhelminasingel en het Stationsplein is tevens onderdeel van de hoofdroute van de stads- en streekbussen, waardoor hier circa 37 bussen per uur passeren. In de gehele straat is gemotoriseerd verkeer in twee richtingen toegestaan. Parkeren mag uitsluitend op de aangegeven plaatsen tegen betaling (bij parkeerautomaten).
De Sint Maartenslaan heeft over bijna de hele lengte een breed profiel van circa twintig meter; naar het westen toe versmalt de straat naar circa twaalf meter. De laan is ingericht met twee geasfalteerde rijbanen met alleen in het oostelijk deel fietsstroken. Aan beide zijden zijn voetpaden en parkeerstroken (voor langsparkeren). Bij de Ambachtsschool is de parkeerstrook en de bushalte vervangen door een vrijliggend fietspad, dit in verband met afslaand (bus)verkeer in de richting van de Wilhelminabrug. Tussen de Wilhelminalaan en de Lage Barakken is aan beide zijden van de weg ruimte voor dwarsparkeren. Tussen de Lage Barakken en de Wycker Grachtstraat wijkt de bebouwing aan de zuidzijde iets terug, waardoor hier een pleinachtige ruimte is ontstaan, die als plantsoen is ingericht. Hoewel de straat onderdeel is van het centrum van Maastricht ontbreekt de elders kenmerkende kasseibestrating grotendeels (behalve op sommige parkeerstroken), evenals de natuurstenen stoeptegels (uitgezonderd een klein stukje tussen de Rechtstraat en de Wycker Grachtstraat). Het karakter van de laan wordt in het oostelijk deel benadrukt door een dubbele bomenrij. Bij de Ambachtsschool zijn acht ranke bomen in bakken van cortenstaal geplaatst. In het westelijk deel is niet overal ruimte voor bomen; alleen aan de zuidzijde staan er hier en daar een paar. In de tuin van de Sint-Martinuskerk staan enkele volwassen platanen.

## Geschiedenis
De geschiedenis van het gebied rond de Sint Maartenslaan loopt tot eind negentiende eeuw parallel met die van de vesting Maastricht. Na de sloop van de vestingwerken werd de straat aangelegd als onderdeel van de uitbreiding van Wyck. Tegenwoordig is het vooral een woonstraat met enkele hotels en met een belangrijke functie voor het busverkeer.

### Vestinggordel (tot 1867)
Hoewel de Sint Maartenslaan pas eind negentiende eeuw is aangelegd, lag het meest westelijke deel van de straat binnen de middeleeuwse stadsmuur van Wyck. Dit deel, van de Maas tot aan de Lage Barakken, was voor een deel bebouwd. Hier lagen onder andere de oude Sint-Maartenskerk, de Wycker Kruittoren, een tweede kruithuis en een militair wachthuis. De Sint-Maartenspoort lag iets ten noorden van de Sint Maartenslaan. Het stukje straat tussen de Rechtstraat en de Lage Barakken bestond al; de huizen die hier stonden behoorden bij de Rechtstraat.

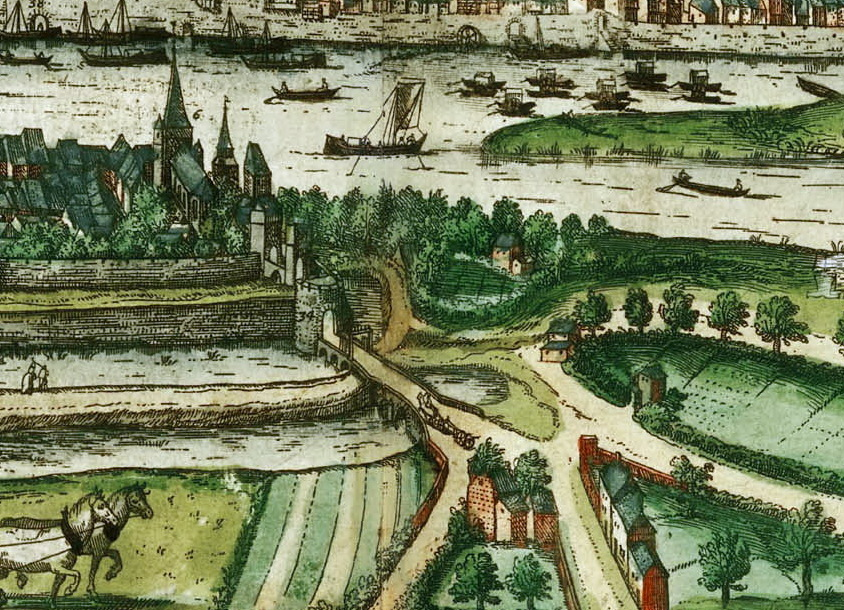
Deel van de Wycker stadswal in de atlas Civitates orbis terrarum, ca. 1575, met de Sint-Maartenskerk en de Sint-Maartensbinnen- en buitenpoort. De huizen rechtsonder lagen nabij het tracé van de Sint Maartenslaan

De middeleeuwse stadsmuur van Wyck en de aan de veldzijde daarvan gelegen stadsgracht liepen min of meer parallel aan de Wilhelminasingel (iets ten westen ervan). De gracht bestond in feite uit een omgeleide Maasarm. Vanaf 1477 werd de verdediging van Wyck verbeterd door de aanleg van een tweede enceinte, een aarden wal die op geringe afstand van de bestaande muur liep. De smalle strook tussen de oude muur en de nieuwe wal bleef onbebouwd. De aarden wal werd geleidelijk bemuurd, een proces dat pas in het begin van de achttiende eeuw was voltooid.
Vanaf de zestiende eeuw, toen de vuurkracht van kanonnen sterk toenam, was het zaak om de belegeraars zover mogelijk van de stadsmuur vandaan te houden. Dat gebeurde aanvankelijk door de bouw van bolwerken, uitgebouwde muur- of poorttorens. In 1543 werd begonnen met de uitbouw van de Sint-Maartensbuitenpoort, later bolwerk Oranje, na verdere versterkingen bastion Sint-Maarten genoemd (a op de maquette hiernaast). De Sint-Maartensbuitenpoort is duidelijk te zien op het panorama van de stad in de atlas Civitates orbis terrarum van Braun & Hogenberg. Het bolwerk/bastion lag net ten noorden van de huidige Sint Maartenslaan, ter plekke van de Wilhelminalaan.
Begin zeventiende eeuw werd begonnen met de bouw van buitenwerken, waardoor Wyck in de eeuwen daarna steeds meer ingekapseld raakte. Toch kregen de vestingwerken op de oostelijke Maasoever niet dezelfde omvang als de Hoge Fronten op de westelijke Maasoever, omdat het drassige gebied in het winterbed van de Maas in Wyck voor belegeraars sowieso minder aantrekkelijk was. Na de inname van de stad door Frederik Hendrik in 1632 werd het Sint-Maartensbastion uitgebreid met een halve maan en werden in de omgeving daarvan de lunet Sint-Anthony (E) en het ravelijn Limmel (F) aangelegd. Bij een volgende uitbreiding omstreeks 1675 kwam daar nog de lunet Turenne (J) bij. Deze laatste lag iets ten oosten van de huidige Turennestraat, een zijstraat van de Sint Maartenslaan. Op de door de Fransen omstreeks 1750 gebouwde maquette van Maastricht – en de tussen 1974 en 1977 vervaardigde kopie in het Centre Céramique te Maastricht – zijn al deze vestingwerken duidelijk te herkennen.

### Sloop kerk en vestingwerken

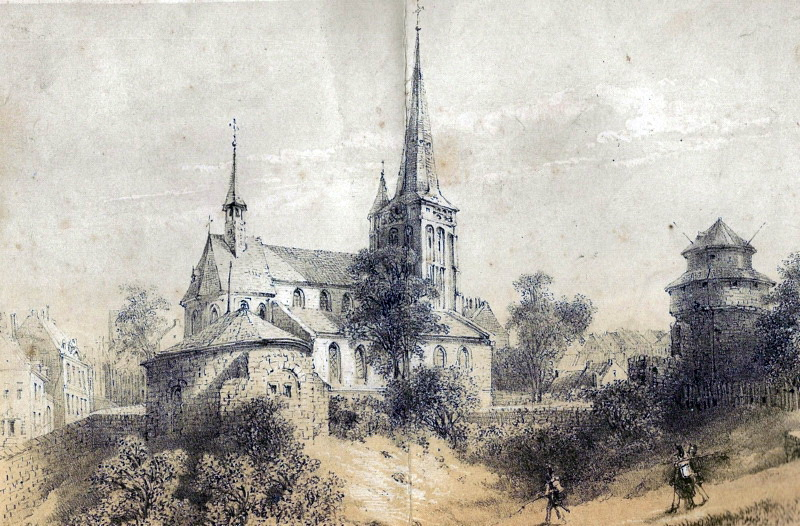
De oude Sint-Maartenskerk gezien vanuit het noordoosten. Rechts de Wycker Kruittoren, links een ander kruithuis (litho Alexander Schaepkens, vóór 1853)

In de loop van de negentiende eeuw verloor de vesting Maastricht haar belang voor de landsverdediging en werd er nauwelijks nog onderhoud gepleegd. De bouw in 1853 van het eerste spoorwegstation van Wyck, gelegen ten noorden van het huidige station, vroeg om een kortere verbinding met het stadscentrum. De bestaande route voerde via kronkelwegen tussen de vestingwerken door naar de Sint-Maartenspoort en daarna via de smalle Rechtstraat naar de Maasbrug. De bouw van de Stationspoort in 1866 bracht daar nauwelijks verbetering in.
Omstreeks 1850 werd, niettegenstaande felle protesten, besloten de Sint-Maartenskerk te slopen en te vervangen door een nieuw, groter kerkgebouw. Van de foto's en opmetingen die in 1852-54 zouden zijn gedaan, resteert niets meer, waardoor de kennis van het middeleeuwse bouwwerk gebrekkig is. Wel zijn enkele negentiende-eeuwse tekeningen bewaard gebleven. De nieuwe kerk, een vroeg ontwerp van Pierre Cuypers, kwam in 1857-58 tot stand. De afbraak van de niet meer in gebruik zijnde binnenpoort van de (tweede) Sint-Maartenspoort vond in 1857 plaats, op verzoek van hetzelfde kerkbestuur dat twee jaar eerder het eigen, historisch belangrijke kerkgebouw had laten afbreken en dat tien jaar later de sloop van de Wycker Kruittoren wist te bewerkstelligen.
In 1867 werd de vestingstatus van Maastricht opgeheven en begon de slechting van de vestingwerken. Tussen 1868 en 1870 vond een ongekende transformatie van het buitengebied rond Wyck plaats, toen de middeleeuwse stadsmuur en -poorten, en alle buitenwerken met de grond gelijk gemaakt werden. Dat gebeurde letterlijk want de vrijgekomen grond van de wallen en vestingwerken werd gebruikt om de grachten op te vullen. Een deel van de aarde die nodig was voor het egaliseren en ophogen was afkomstig van het Sint-Antoniuseiland, dat vanaf 1884 werd afgegraven, een proces dat pas in 1895 voltooid was. Het ontmantelde Wyck bood vanaf de stations een chaotische aanblik, zoals te zien is op enkele foto's die de fotograaf Theodor Weijnen (1835-1904) omstreeks 1882 van het gebied maakte.

### Aanleg straat en eerste bebouwing
Een doorgaande route van het station naar de oude Maasbrug (toen nog de enige brug, naast de spoorbrug) ontbrak nog steeds. De meeste reizigers reisden per rijtuig om Wyck heen om via de Rechtstraat of de Oeverwal de brug te bereiken. De Sint Maartenslaan werd omstreeks 1885 aangelegd als min of meer directe route naar het toenmalige stationsgebied. Daar lagen de stations van Grand Central Belge (spoorlijnen naar Luik, Hasselt en Aken) en Staatsspoorwegen (naar Venlo). Dat laatste lag recht tegenover de Sint Maartenslaan. Toch bestonden toen al plannen om de stations samen te voegen en naar het zuiden te verplaatsen, in de as van de 'Percée', waardoor uiteindelijk de Wycker Brugstraat-Stationsstraat de geprefereerde route voor het verkeer werd.
Van meet af aan stond vast dat tussen het oude gedeelte van Wyck en de spoorweg een woonwijk voor de middenklasse moest komen. Op het eerste schetsplan uit 1867 staat de Stationsbuurt al ingetekend. Hier waren ruime herenhuizen gepland, bedoeld voor middenstanders, leraren, ambtenaren en het hogere kader van fabrieken en instellingen. In de plannen van stadsarchitect W.J. Brender à Brandis uit de jaren 1880 is te zien dat de hoofdstructuur van de wijk bestond uit twee assen: de 'Stationsweg' (de verlengde Wycker Brugstraat en de Stationsstraat) en de 'Singelweg' (de Wilhelminasingel). Noordelijk van de Percée is een 'Toegangsweg naar het Station' ingetekend, de huidige Sint Maartenslaan. Een optie voor een alternatieve route, een diagonaal lopende weg vanaf de Wycker Brugstraat naar Station Staatsspoor, werd jarenlang opengehouden maar bleef onuitgevoerd.
Door vertraging van de zijde van de Dienst Domeinen, die de vestinggronden in bezit had, werden deze pas in 1881 aan de gemeente overgedragen. De aanleg van de straten vond plaats van 1882 tot 1892. In 1885 begon de verkoop van kavels, eerst aan de Percée en de Singelweg. Bij de verkoop golden de voorwaarden dat op elk perceel slechts één huis was toegestaan en dat de bouw binnen twee jaar moest beginnen. Ook werd bepaald dat de panden minimaal 12 m hoog moesten zijn en dat bij hoekpanden de hoeken afgeschuind dienden te worden. De eerste herenhuizen werden al in 1885 opgeleverd. Aan de Sint Maartenslaan kwam het eerste huis, op de hoek van de Wilhelminasingel, in 1895 gereed. Pas na 1900 kwam de woningbouw hier goed op gang. Doordat de uitgifte van kavels voor herenhuizen stokte, kwam hier vanaf circa 1910 ook andersoortige bebouwing. Tussen 1910 en 1925 werden ten noorden van de laan de 'Sterrepleinbuurt' en het 'Roed Dörp' gebouwd. Vooral die laatste was een echte volksbuurt. Zodoende werd de Sint Maartenslaan de overgangszone tussen de 'chique' Stationsbuurt en de meer 'volkse' buurten ten noorden daarvan.
Van het oudste rijtje huizen tussen de Rechtstraat en de Wycker Grachtstraat bleef alleen het pand Sint Maartenslaan 111 over, waarschijnlijk uit het begin van de negentiende eeuw. Het laatste relict van het militaire verleden van dit gebied, het wachthuis van de binnenwacht van de Sint-Maartenspoort, werd kort na 1925 afgebroken.
Omdat de Stationsbuurt in het winterbed van de Maas lag, deden zich geregeld overstromingen voor, zoals op een foto uit 1926 is te zien. Door de kanalisatie van de rivier en de demping van de Oude Maasarm in het Wyckerveld gedurende de werkverschaffing in de jaren 1930, is de kans op hoogwater aanzienlijk afgenomen.

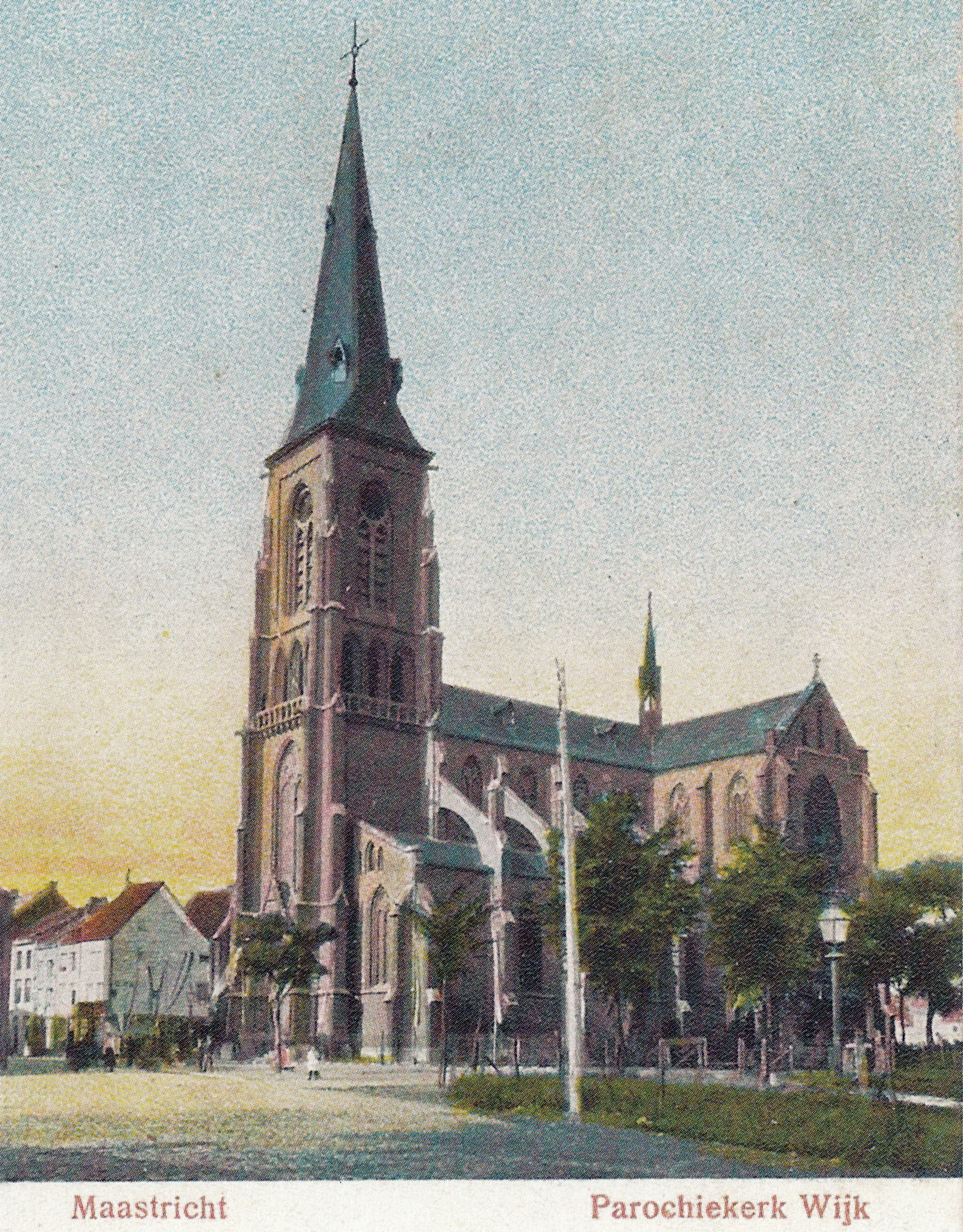
Sint-Martinuskerk vanuit het noordoosten, ca. 1900
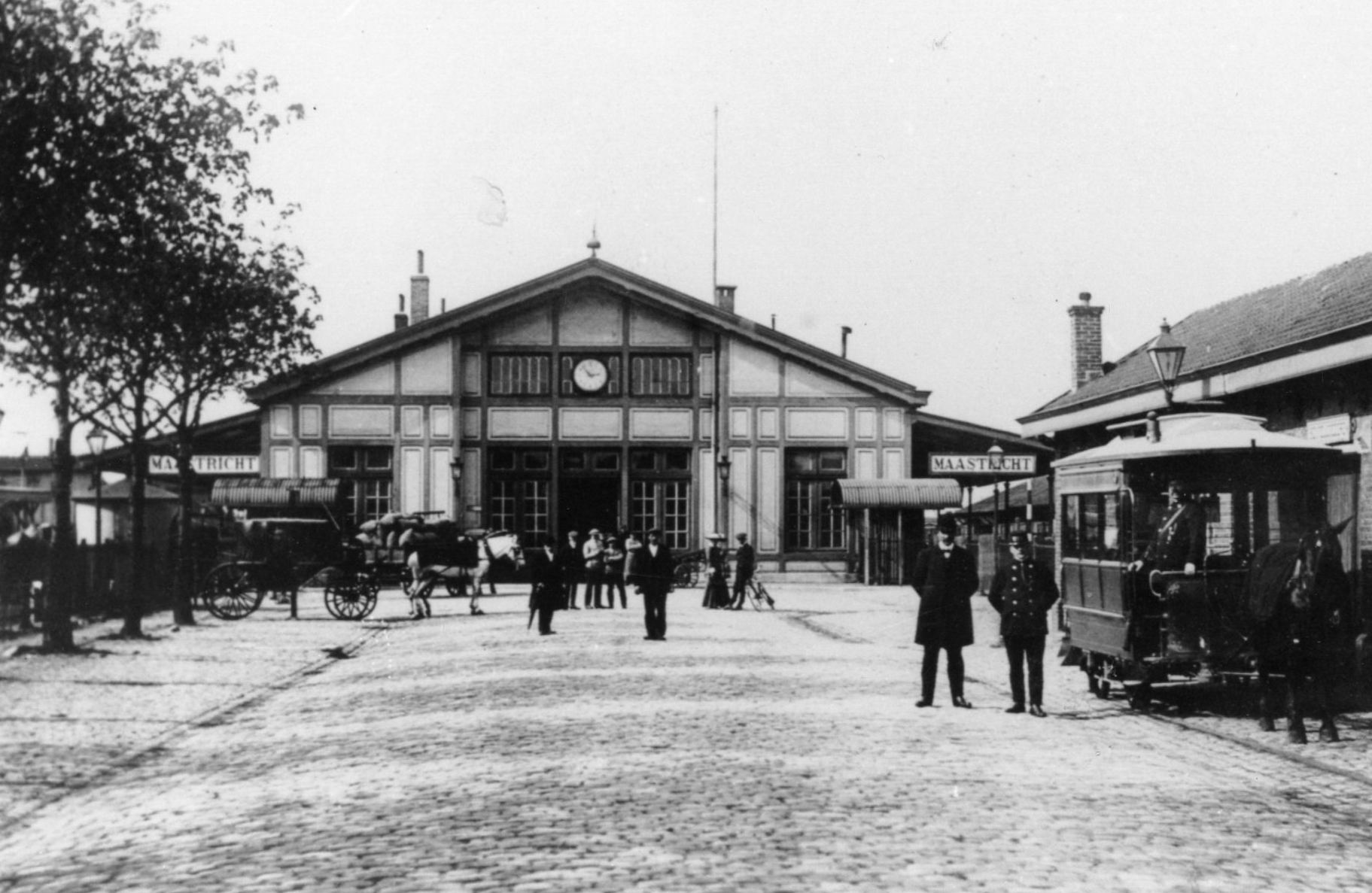
Station Staatsspoor, 1910-15
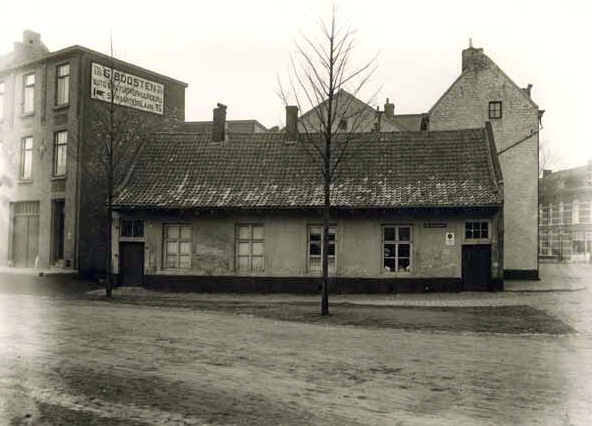
Wachthuis Sint-Maartensbinnenpoort, 1925
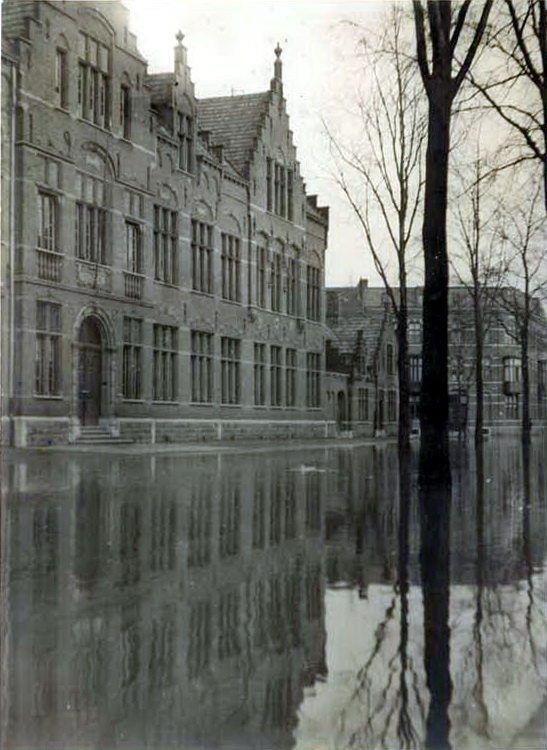
Hoogwater bij de Ambachtsschool, 1926

### Latere ontwikkelingen
De Maastrichtse Ambachtsschool werd in 1911 opgericht en kreeg meteen de beschikking over een nieuw, groot gebouw op de hoek Sint Maartenslaan-Wilhelminasingel. Een van de architecten, H.G. Burgers (1875-1960), was tevens de eerste directeur. Het gebouw werd op 29 april 1912 geopend door minister Heemskerk. De school werd in 1961 omgevormd tot uts, vanaf 1968 mts genoemd. Tussen 1980 en 1983 werd de locatie aan de Sint Maartenslaan in fasen verruild voor nieuwbouw in Scharn, waarna het gebouw verkommerde. In 1993 werd een deel van de achterbouw gesloopt om plaats te maken voor een parkeergarage en een bioscoop. Die laatste, na diverse overnames Euroscoop Maastricht genoemd, sloot in maart 2020 zijn deuren. In de oude Ambachtsschool zijn start-up-ondernemingen, een buurthuis en een restaurant gevestigd. In 2021 maakte chemiebedrijf DSM bekend dat het internationale hoofdkantoor eind 2023 overgeplaatst wordt van Heerlen naar Maastricht. Daartoe worden de Ambachtsschool en de leegstaande Euroscoop verbouwd tot een energieneutraal en circulair gebouw met ontmoetingsruimten en circa 400 flexplekken voor de ruim 700 medewerkers van het bedrijf.

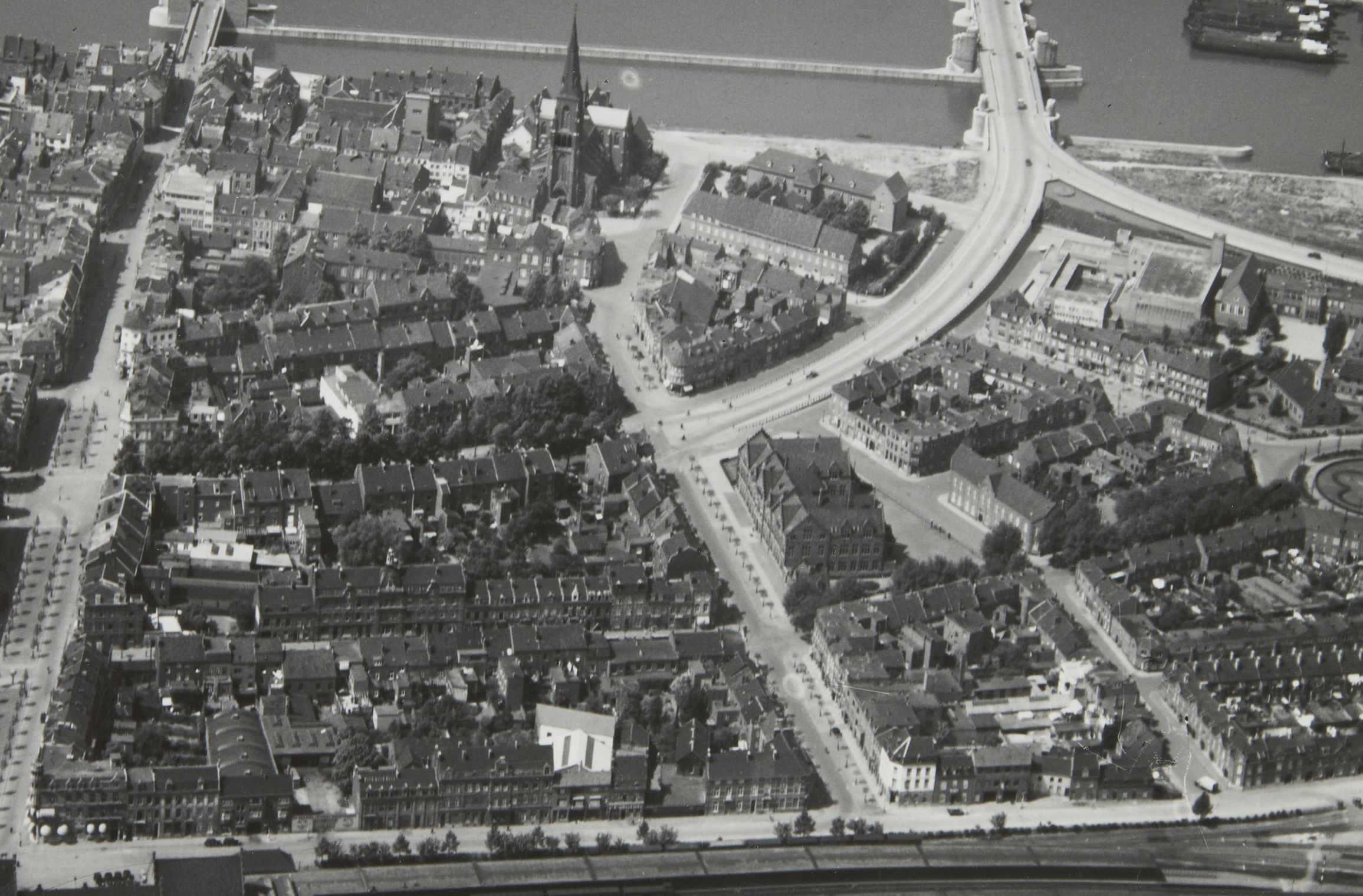
Detail van een luchtfoto van Wyck, ca. 1935. In het midden de Sint Maartenslaan en de Wilhelminasingel. Die laatste was door de openstelling van de Wilhelminabrug in 1932 een belangrijke verkeersader geworden

In 1916 kwam op de hoek van de Franciscus Romanusweg een tweede schoolgebouw gereed, een gecombineerde lagere school en uloschool voor meisjes. De school werd gerund door de zusters franciscanessen van Heythuysen, die in de Rechtstraat een klooster bewoonden. In 1932 verlieten de zusters dat klooster en vestigden zich in de door Alphons Boosten ontworpen nieuwbouw, het Franciscanessenklooster. Na het vertrek van de zusters in 1980 werd het klooster verbouwd voor het (amateur-)kunstencentrum Kumulus. De meisjesschool werd omstreeks dezelfde tijd in gebruik genomen als dependance van het Conservatorium Maastricht. Basisschool Wyck kreeg begin jaren tachtig een door architect Jan Dautzenberg ontworpen, opvallend blauwe dependance aan de zuidzijde van het complex. In 2017 werd bekend dat Kumulus, vanwege het gestaag dalend aantal cursisten, het Franciscanessenklooster moet verruilen voor het Centre Céramique. Wat er met het klooster gaat gebeuren is nog niet zeker. Mogelijk komt er een integraal kindcentrum (IKC).
Sinds de jaren 1990 vestigden zich verscheidene hotels en B&B's aan de Sint Maartenslaan, met name in het oostelijk deel, dicht bij het station. Tegelijkertijd werden steeds meer huizen opgesplitst in kleinere eenheden, onder meer voor studentenhuisvesting. Sinds 2010 roert zich een actief buurtcomité om de ongebreidelde groei van logiesgelegenheden en studentenhuizen tegen te gaan, tot nu toe met weinig succes. Ook de geplande route door de Sint Maartenslaan van de Sneltram Hasselt - Maastricht riep veel bewoners op tot verzet. Uiteindelijk bleek dat irrelevant omdat de Wilhelminabrug niet stevig genoeg was voor de tram en het tracé werd ingekort tot aan Mosae Forum.
Een project dat nog in studie is brengt mogelijk grote veranderingen met zich mee voor de Sint Maartenslaan. Door de voorgestelde bouw van een fiets- en voetgangersbrug over het spoor hoopt men een betere verbinding tot stand te brengen met het gebied van de 'Groene Loper'. Door middel van een circa 150 m lange brug zou de Sint Maartenslaan dan rechtstreeks aansluiten op de Professor Nijpelsstraat en Professor Cobbenhagenstraat in Wyckerpoort, en de Voltastraat in Wittevrouwenveld.

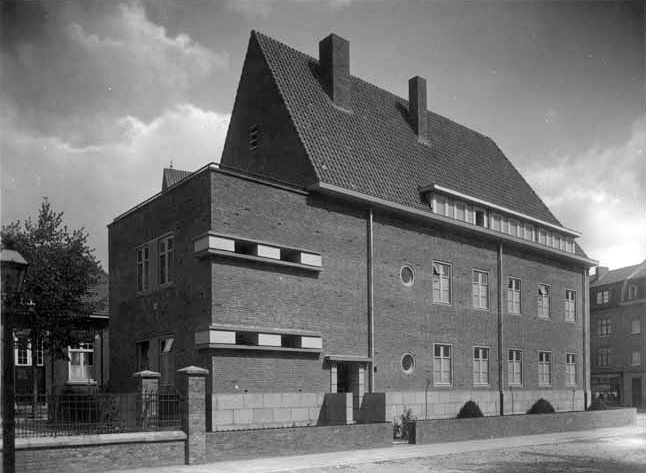
Gloednieuw Franciscanessen- klooster, 1932
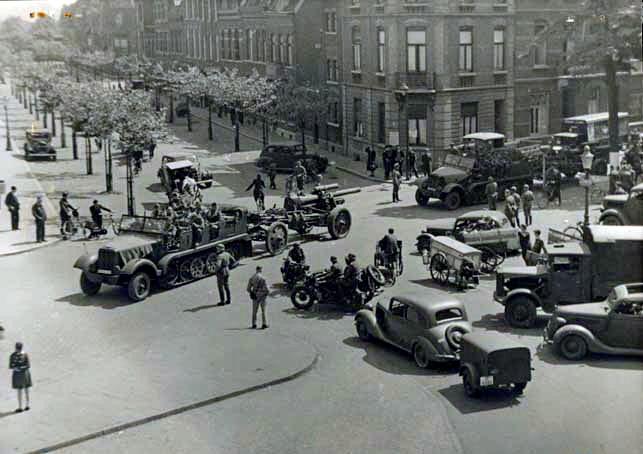
Duitse colonne, hoek Wilhelminasingel, mei 1940
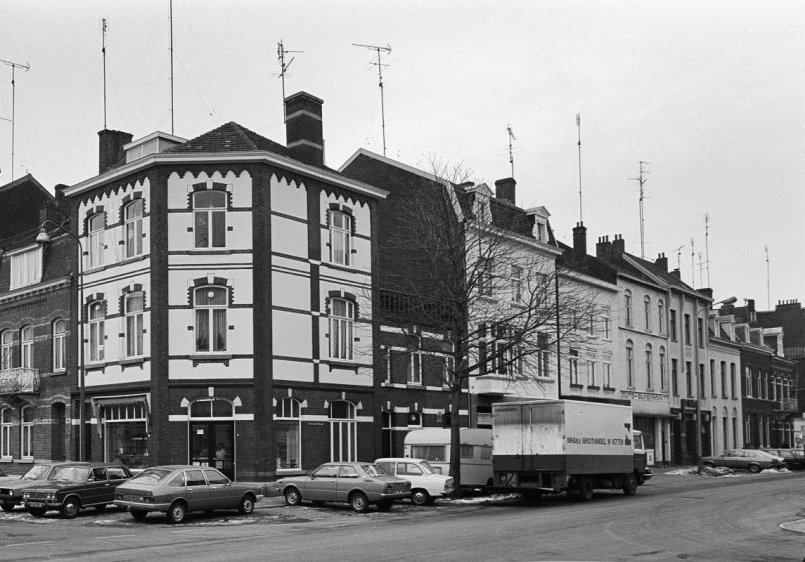
Hoek Alexander Battalaan, 1979
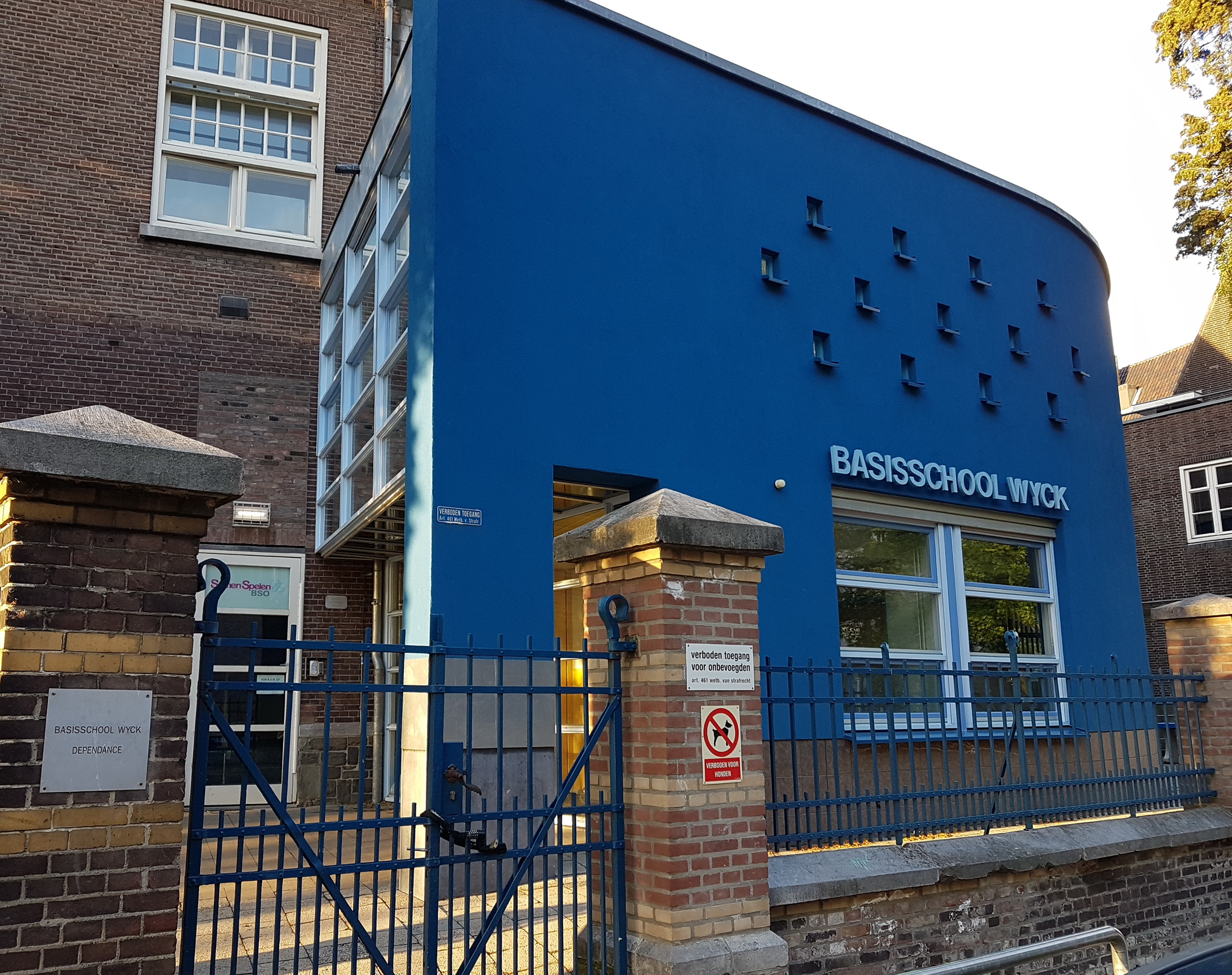
Dependance Basisschool Wyck, 2019

## Architectuur
De bebouwing van de Sint Maartenslaan bestaat grotendeels uit herenhuizen uit de eerste decennia van de twintigste eeuw. Hiervan hebben er een twintigtal de status van gemeentelijk monument. Sommige daarvan zijn gebouwd als uniek ontwerp, andere maken deel uit van een ensemble van meerdere huizen. Daarnaast liggen aan de straat enkele voormalige schoolgebouwen, een kerk met parochiehuis, en een klooster, waarvan er drie rijksmonumenten zijn.

### Westelijk deel: religieuze en educatieve gebouwen
Op de hoek van de Sint Maartenslaan en de Oeverwal ligt de sacristie annex parochiehuis van de Sint-Martinusparochie. Het gebouw, een rijksmonument, is in 1923 door Alphons Boosten ontworpen in zakelijk-expressionistische stijl. Het is opgetrokken in bruine baksteen, gemetseld in staand verband. De noordgevel is grotendeels blind op een horizontale rij smalle vensters na, die hoog in de gevel geplaatst is. Onder de brede luifelgoot loopt een lijst met gemetselde zaagtandornamenten. In de oostelijke puntgevel bevinden zich op drie niveaus vensterreeksen. De twee onderste worden door verticale bakstenen traceringen geleed. Het smeedijzeren hek met gietijzeren pilaren dateert uit de bouwtijd van de kerk en is een gemeentelijk monument.

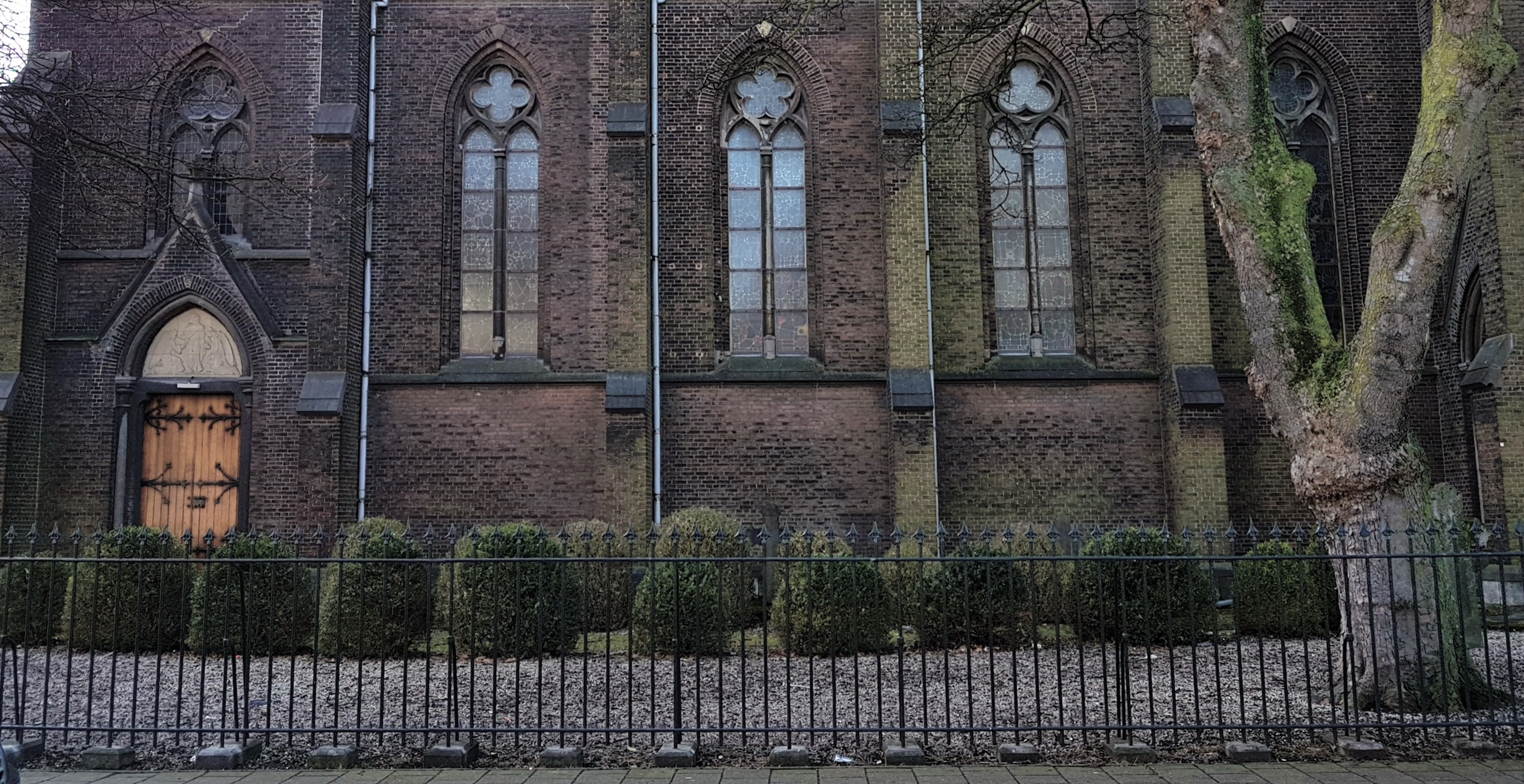
Gezicht vanaf de Sint Maartenslaan op de Sint-Martinuskerk en het 19e-eeuwse hek

De architectuur van de in 1855 gebouwde Sint-Martinuskerk is aan de Franse vroeggotiek ontleend. De 70 m hoge kerktoren met ingesnoerde naaldspits rijst op uit het midden van de oostgevel en domineert door zijn ligging in de as van de Sint Maartenslaan het straatbeeld. Dichterbij wordt het zicht op de noordgevel van de kerk enigszins belemmerd door de sacristie en enkele grote bomen. Goed te zien is dat het dwarsschip even hoog is als het middenschip. De steunberen eindigen in luchtbogen met pinakels, alles uitgevoerd in donkerbruine baksteen. Het leien dak heeft kleine dakkapellen met rood geschilderde luiken.
Van de aan de overzijde van de straat gelegen voormalige meisjesschool aan de Franciscus Romanusweg is vanaf de Sint Maartenslaan slechts een deel van de achter Basisschool Wyck verscholen zijgevel te zien. Deze hoekvleugel is halverwege de jaren 1930 aan het hoofdgebouw toegevoegd. Het gehele complex is omgeven met een lage bakstenen muur met hoekpilaren en een ijzeren hekwerk uit de bouwperiode (ca. 1916).
Het Franciscanessenklooster van architect Alphons Boosten uit 1932 bestaat uit een E-vormig complex, waarvan de korte zuidvleugel aan de Sint Maartenslaan ligt. Opvallend is de strenge gevel van bruine baksteen met twee oculusvensters en het hoge zadeldak met een reeks doorlopende dakkapellen. De vleugel eindigt in een aanbouw met horizontale lijsten en een plat dak. Zowel de meisjesschool als het klooster zijn gemeentelijke monumenten.

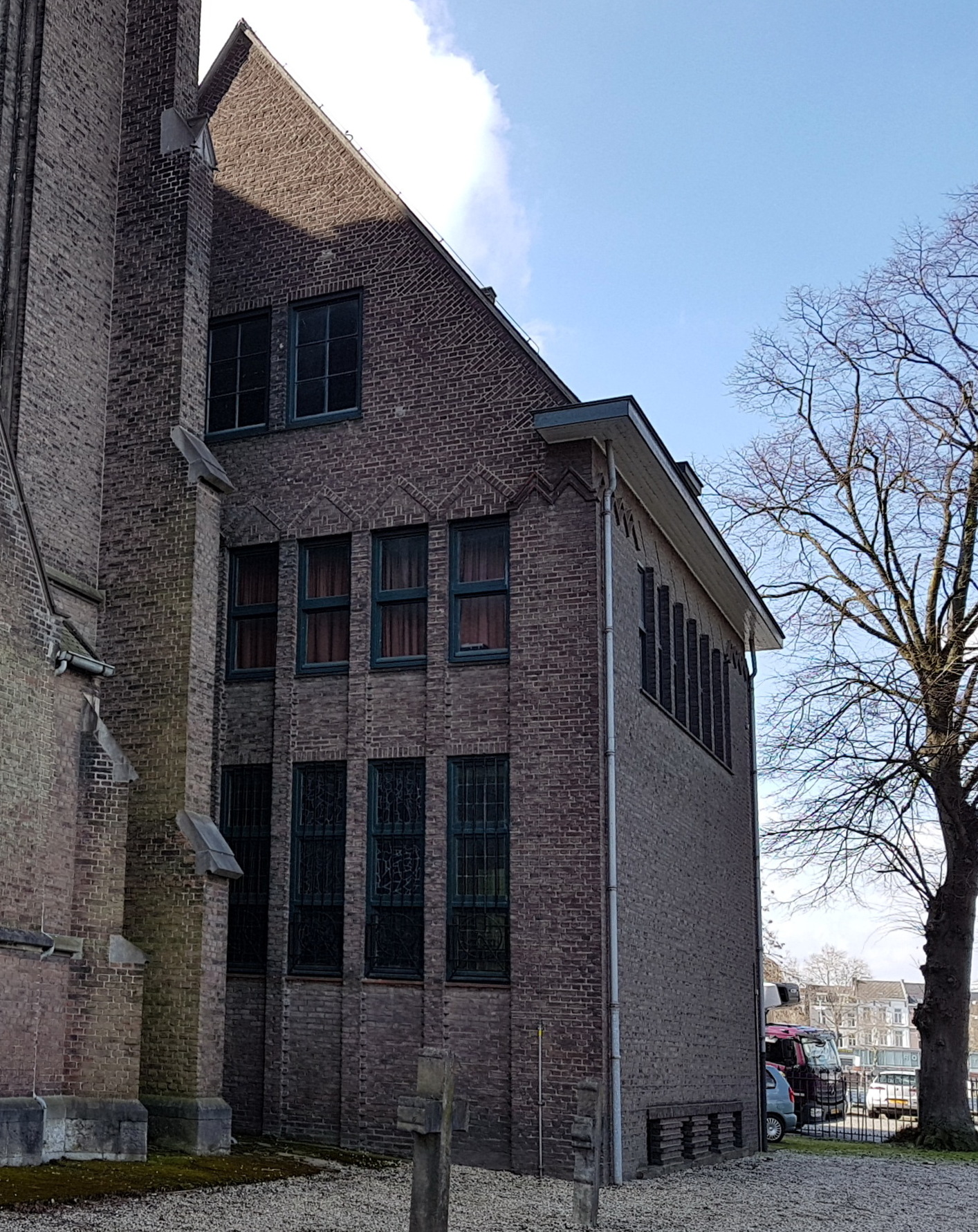
Sacristie-parochiehuis van de Sint-Martinuskerk
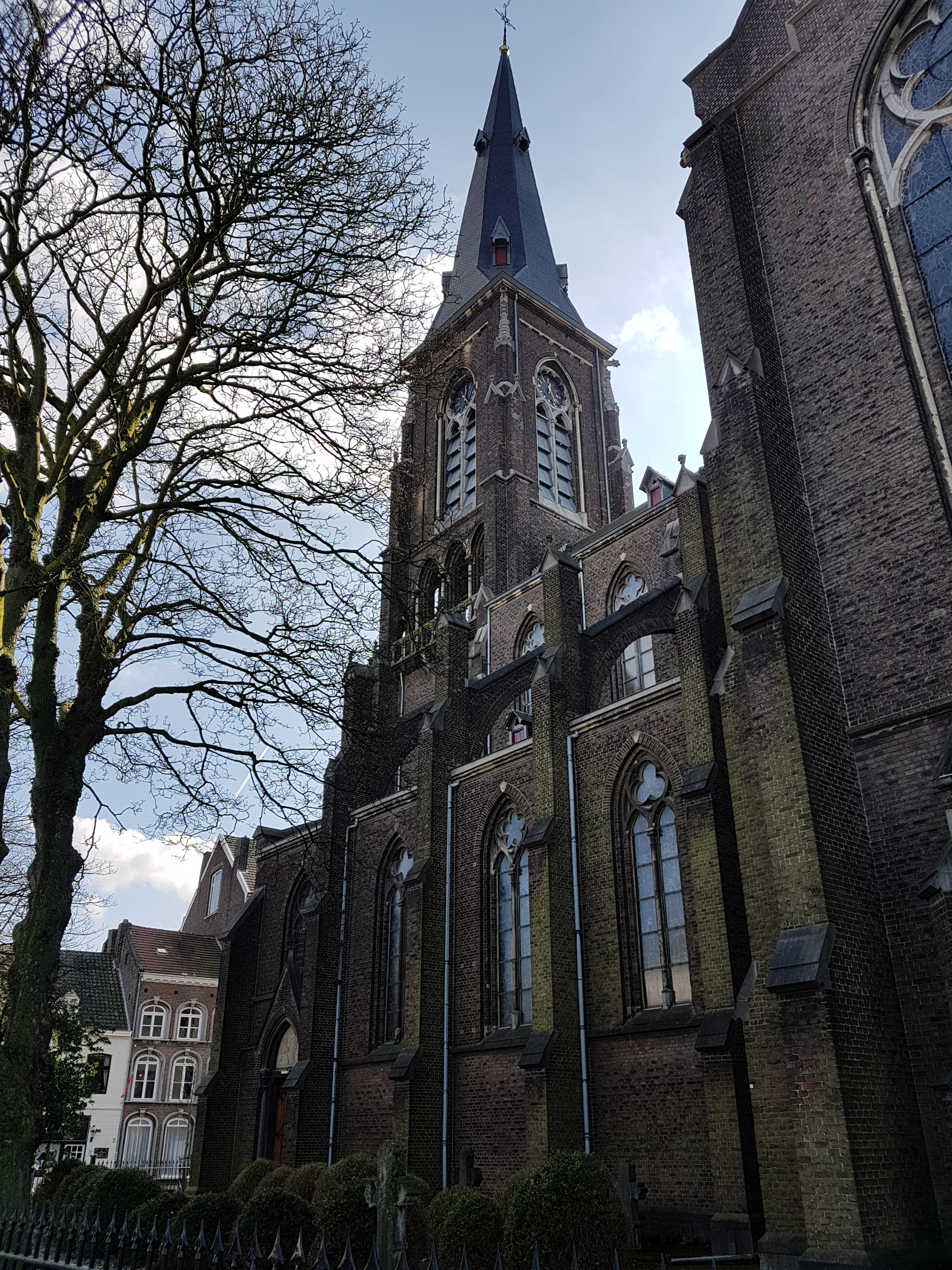
Noordgevel Sint-Martinuskerk en -toren
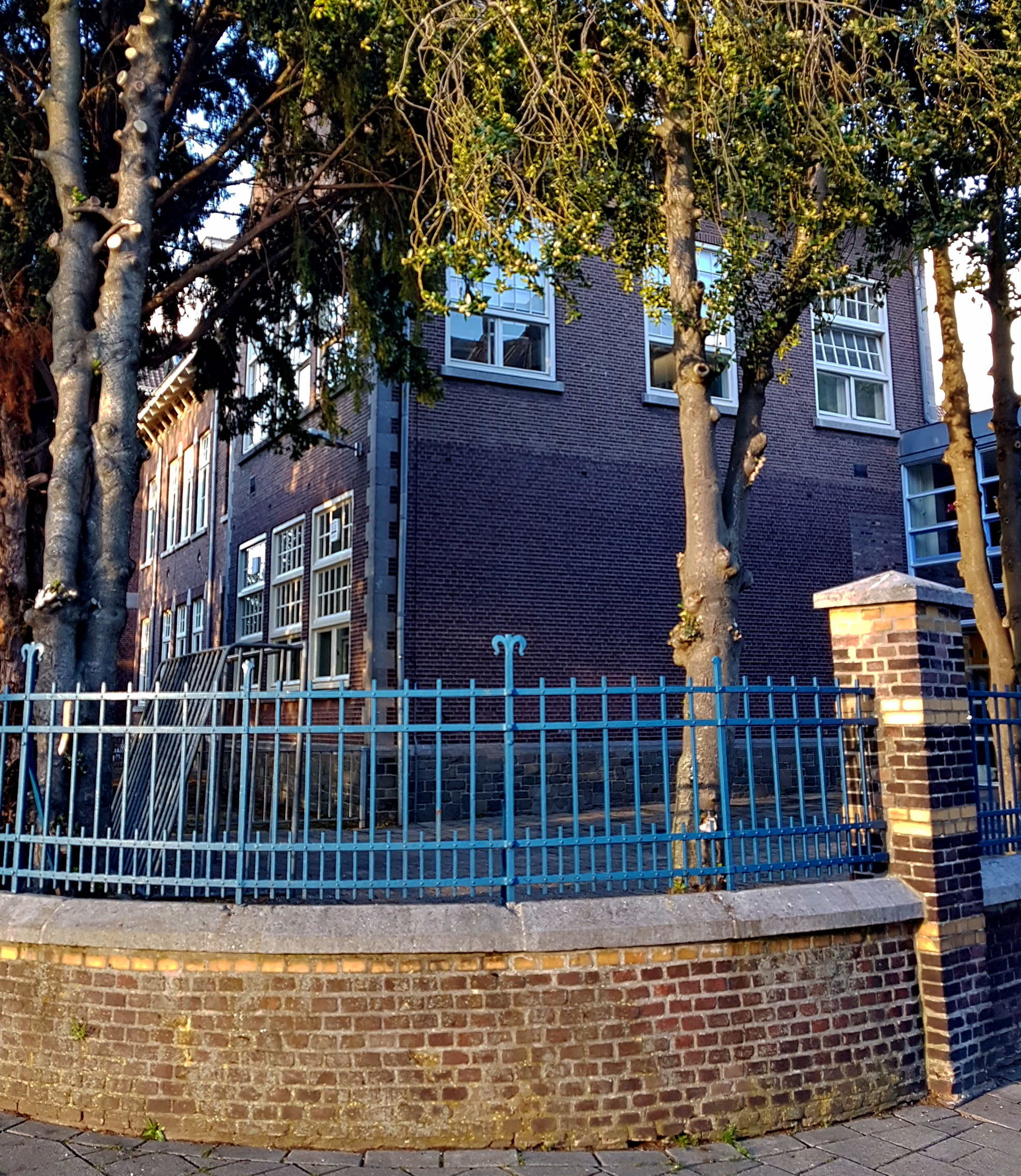
Zijgevel meisjesschool en hekwerk
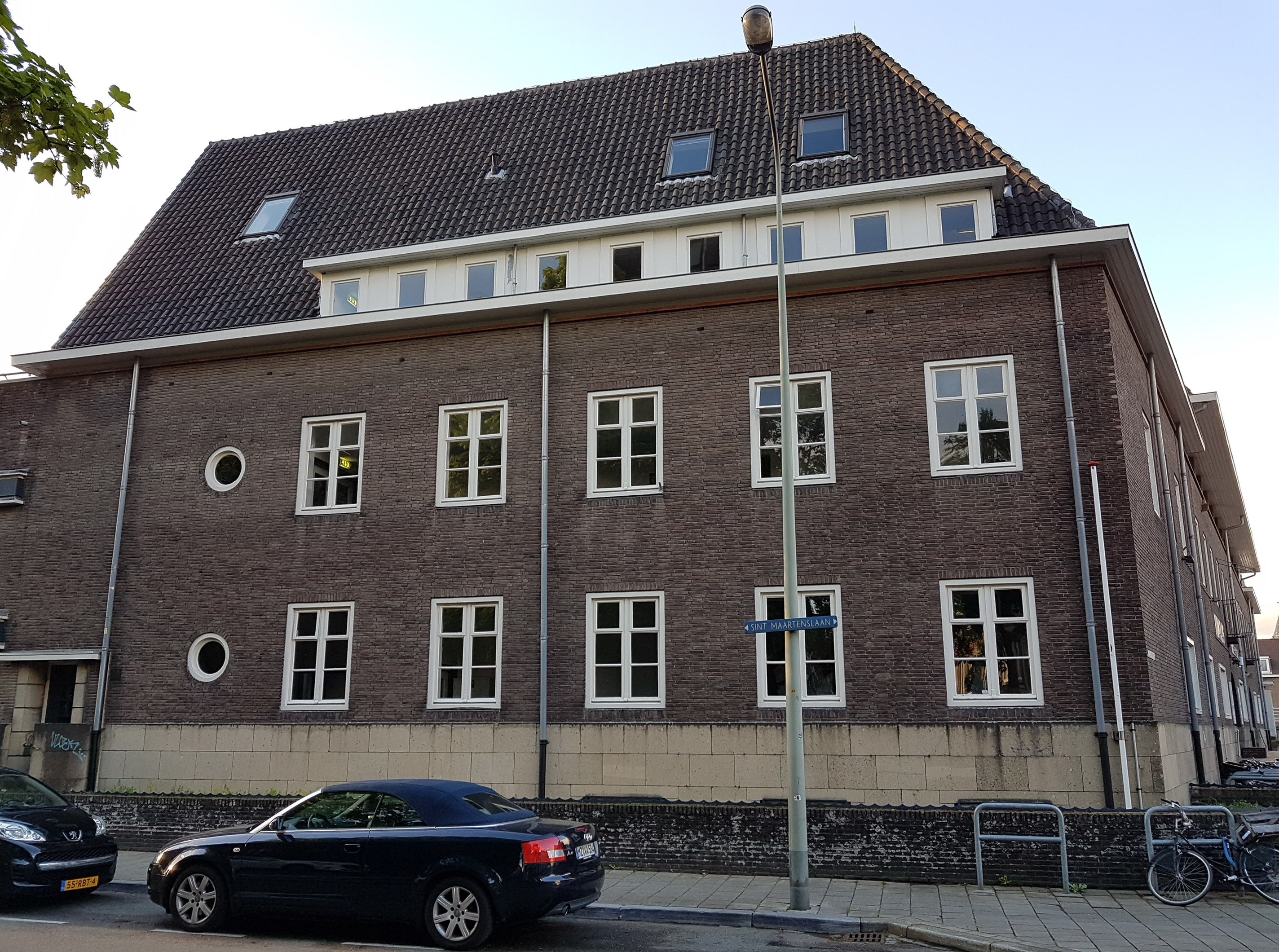
Zijgevel Franciscanessenklooster

### Westelijk deel: woonhuizen en appartementengebouw
In de bocht die aansluit op de Rechtstraat ligt Sint Maartenslaan 111, mogelijk het oudste huis in de straat, omdat het al op een kadastrale kaart van 1823 is ingetekend. Het huis heeft een gestucte gevel met blokmotieven. De versieringen boven de hardstenen vensteromlijstingen verraden neoclassicistische invloeden. Hoog in de gevel bevindt zich centraal een gestucte cirkel, waarvan de betekenis onduidelijk is. Twee huizen verderop ligt Sint Maartenslaan 107 uit 1911, dat vanwege de ligging in een bocht een licht geknikte gevel heeft. Het uit drie traveeën bestaande woonhuis met garage is niet symmetrisch: de rechter travee heeft een extra verdieping waar de linker een dakkapel heeft. Aan die kant bevindt zich ook de (vernieuwde) garagepoort. De middentravee eindigt in een fronton. Hier bevindt zich ook de entree, die rondom is versierd met sierstucwerk waarin het jaartal 1911 is aangebracht.
Het blok tussen Wycker Grachtstraat en Lage Barakken wordt geheel in beslag genomen door kopgevel van de Sint-Maartensresidentie, een V-vormig appartementencomplex waarvan de lange gevels aan de zijstraten liggen. De naam van het gebouw herinnert aan de Sint-Martinusschool, die met andere bebouwing op deze locatie heeft gestaan. Met zijn betonnen portiekzuilen en frontonvormige dakopbouwen vertoont het kenmerken van het postmodernisme.
De panden tussen de Lage Barakken en de Wilhelminasingel zijn allemaal gemeentelijke monumenten. Nr. 43 op de hoek van de Lage Barakken is een laat-negentiende-eeuws eclectisch winkel-woonhuis. De bakstenen gevels zijn wit geschilderd. De sluitstenen boven de rondboogvensters en -deur bevatten gebeeldhouwde koppen. Aansluitend (nrs. 33 t/m 41) ligt een rijtje van vijf vrijwel identieke huizen met rode baksteengevels met witte stucbanden. Het hoekpand (nr. 31) bij de Wilhelminasingel dateert uit 1895. De gevels zijn opgetrokken uit rode baksteen en versierd met wit geschilderd pleisterwerk. De afgeschuinde hoek heeft een balkon met smeedijzeren hekwerk en eindigt in een Vlaamse gevel. Op de begane grond is sinds 1932 een café gevestigd. De glas-in-loodramen dateren uit die periode.
Het herenhuis met garage op Sint Maartenslaan 40 is gebouwd in 1918. De gevel bestaat uit een smalle en een brede travee. In de eerste bevindt zich de entree; dit geveldeel wordt bekroond met een voluutachtige boog. In de brede travee bevindt zich de (vernieuwde) garagepoort, een houten erker en daarboven een balkon met houten balustrade. De rode baksteen springt des te meer in het oog door het incidentele gebruik van groen geglazuurde baksteen en grijze natuursteen. Op nrs. 32-34 ligt een voormalige hoef- en wagensmederij uit 1898 met bovenwoningen in eclectische stijl. De gevel bestaat uit een smaller deel dat bekroond wordt door een Vlaamse gevel met pinakels, en een breder deel dat eindigt in een lijstgevel met een geblokte lijst. Boven de vensters en deur op de begane grond bevindt zich siermetselwerk met ruitmotieven. Deze herhalen zich in de vakken onder de vensters op de verdiepingen. De hoek met de Wilhelminasingel (nrs. 38ab-40) wordt gevormd door een blok van drie huizen uit 1928.

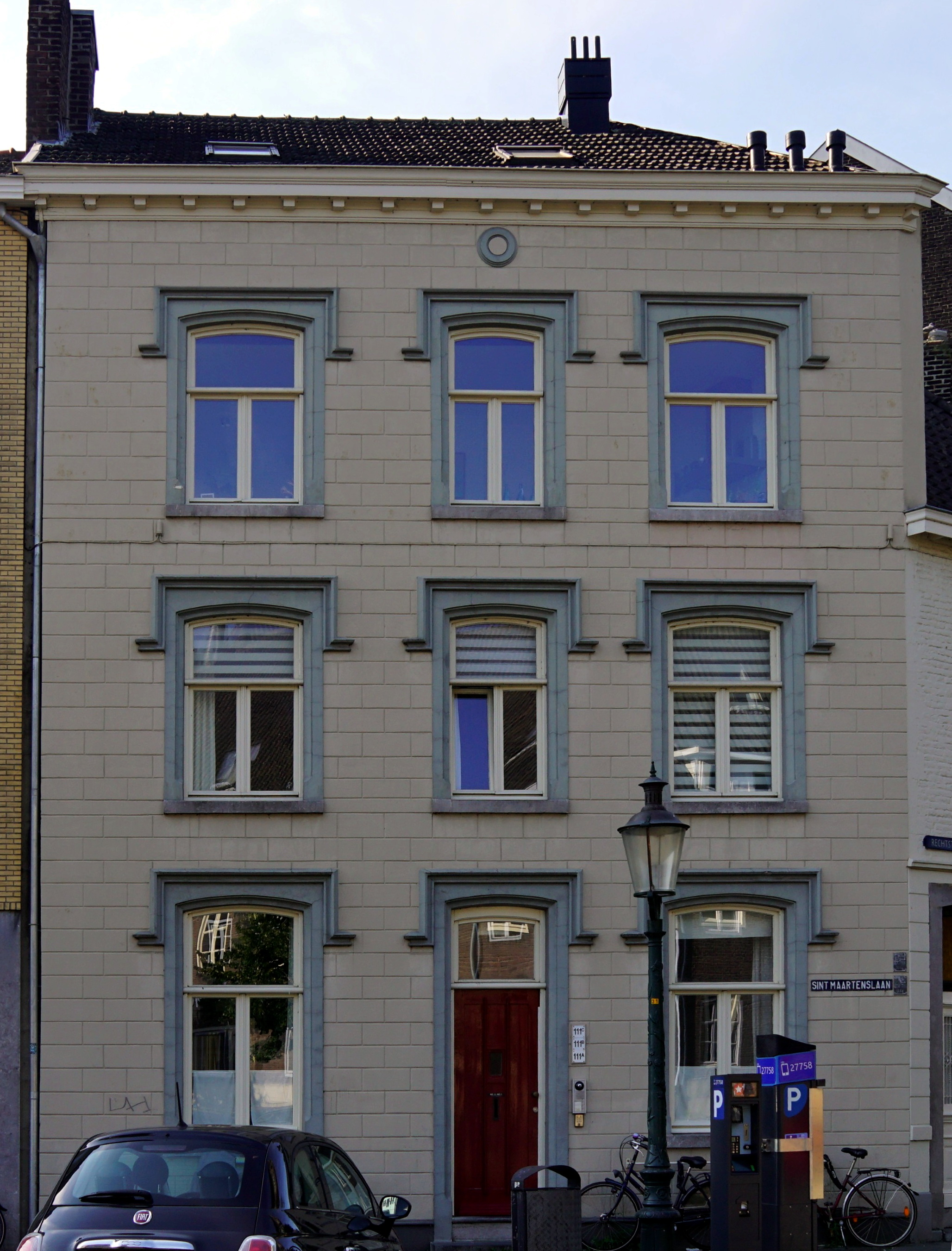
Sint Maartenslaan 111
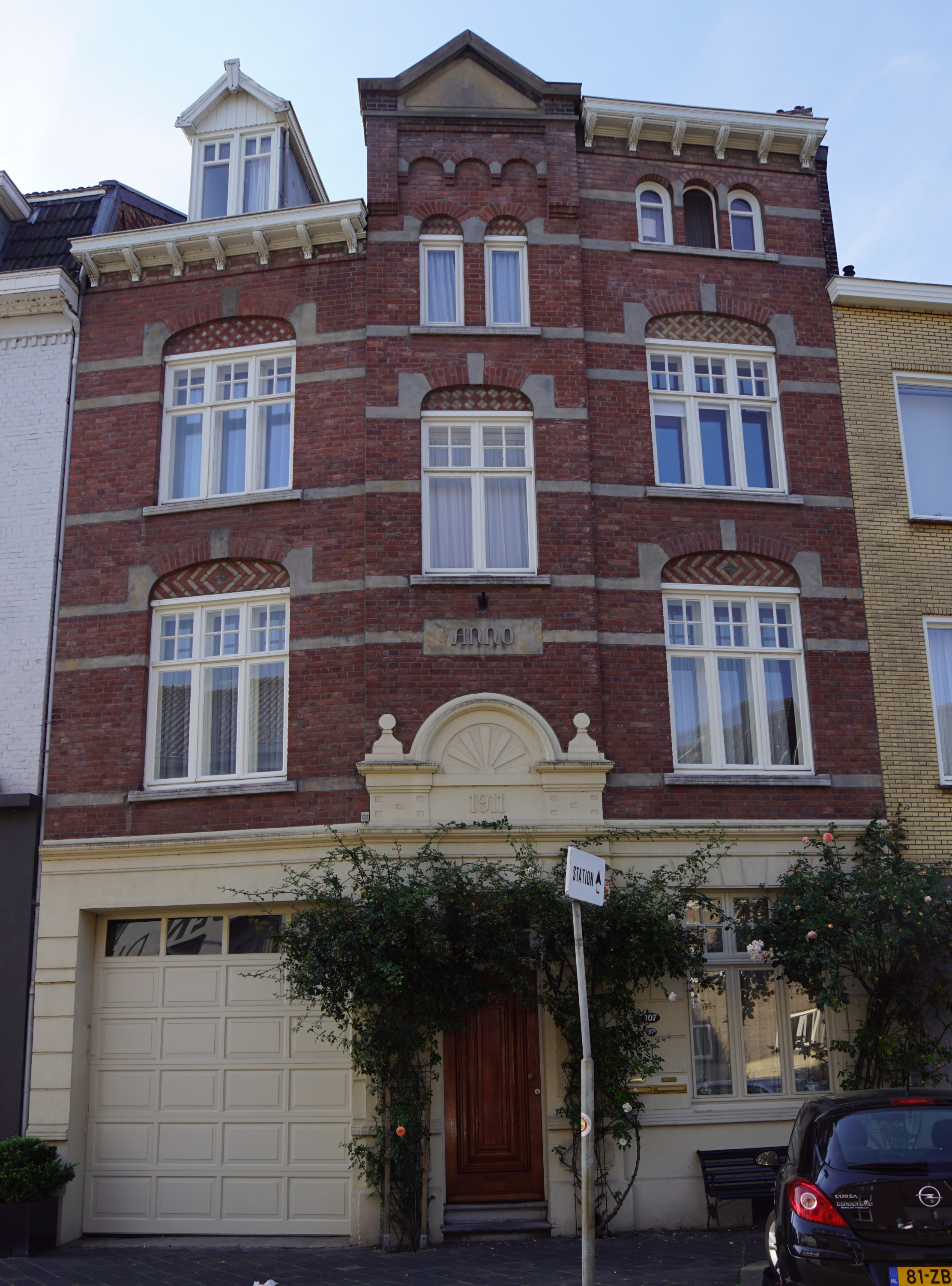
Sint Maartenslaan 107
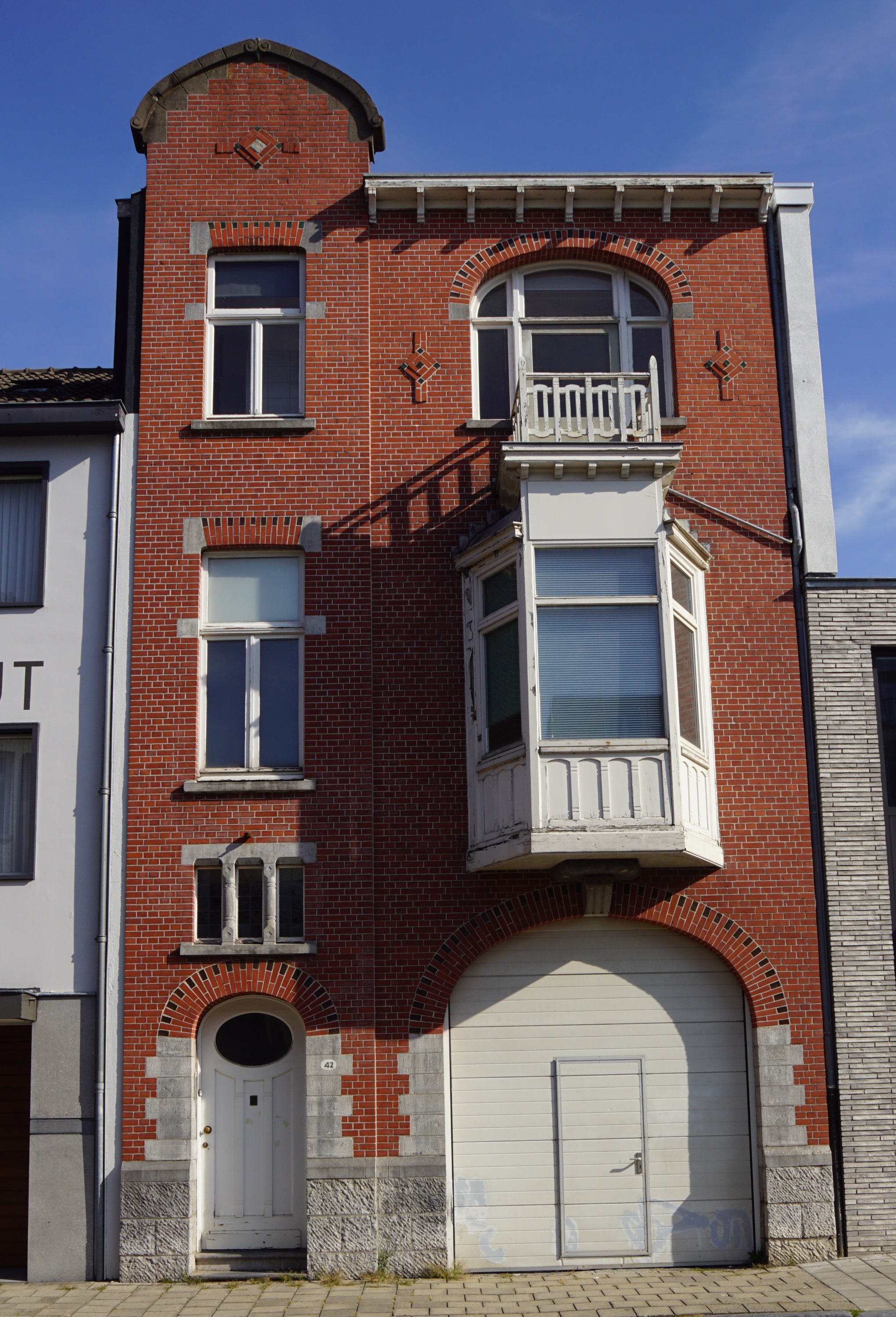
Sint Maartenslaan 40
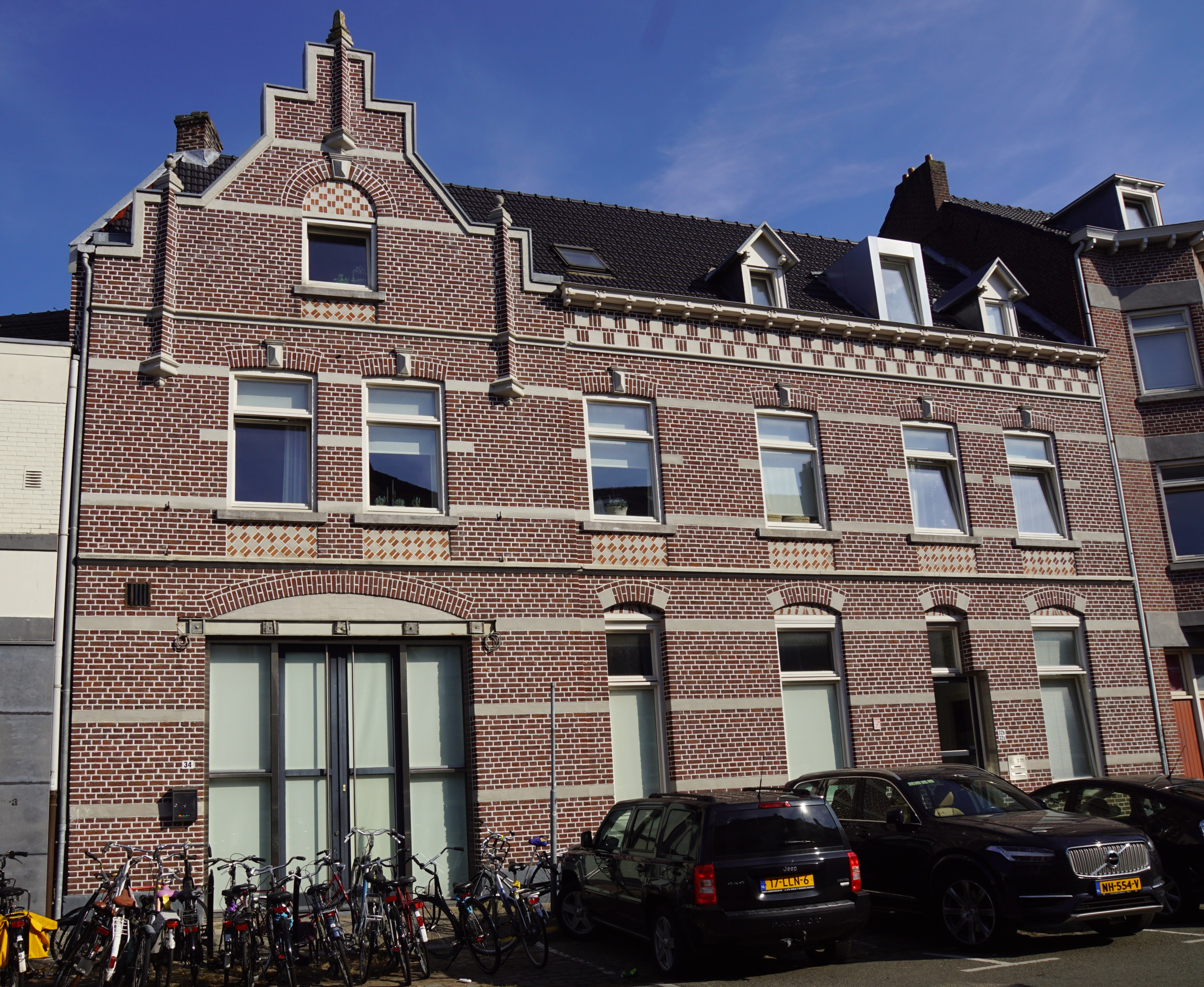
Sint Maartenslaan 32-34

### Oostelijk deel: Ambachtsschool en bioscoop
Het meest in het oog springende bouwwerk in dit deel van de straat is de voormalige ambachtsschool op de hoek van de Sint Maartenslaan en de Wilhelminasingel. Het schoolgebouw van de architecten H.G. Burgers en L.E. Charels uit 1911 in Hollandse neorenaissancestijl is een rijksmonument. In 1993-1994 is het gebouw sterk gewijzigd door de bouw van de Euroscoop Maastricht, waarvan vanaf de Sint Maartenslaan een deel van de glazen zijgevel zichtbaar is. De symmetrische gevel aan de Sint Maartenslaan met diverse trapgevels bleef gespaard. Op de hoek van de Turennestraat ligt een bijna vrijliggend paviljoen, eveneens met trapgevels. Het is nog niet bekend wat de gevolgen zullen zijn voor de Ambachtsschool en het bioscoopcomplex, nu het geheel verbouwd zal worden tot internationaal hoofdkantoor van DSM (zie hierboven).

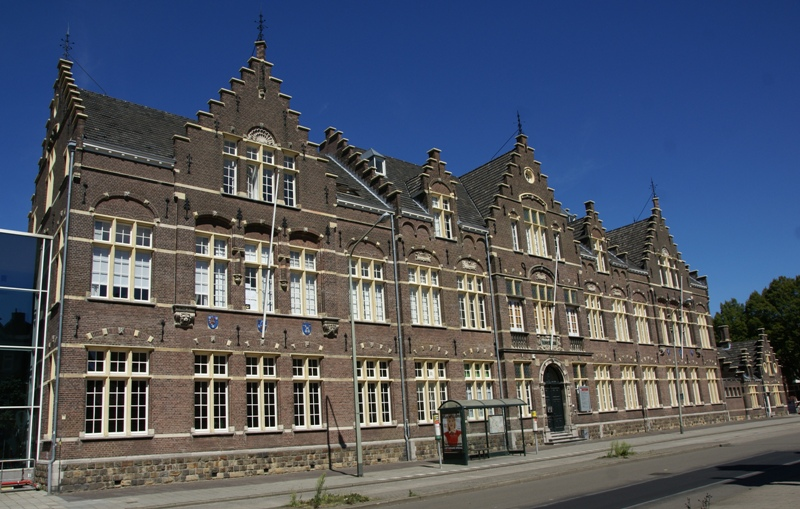
Ambachtsschool, gevel
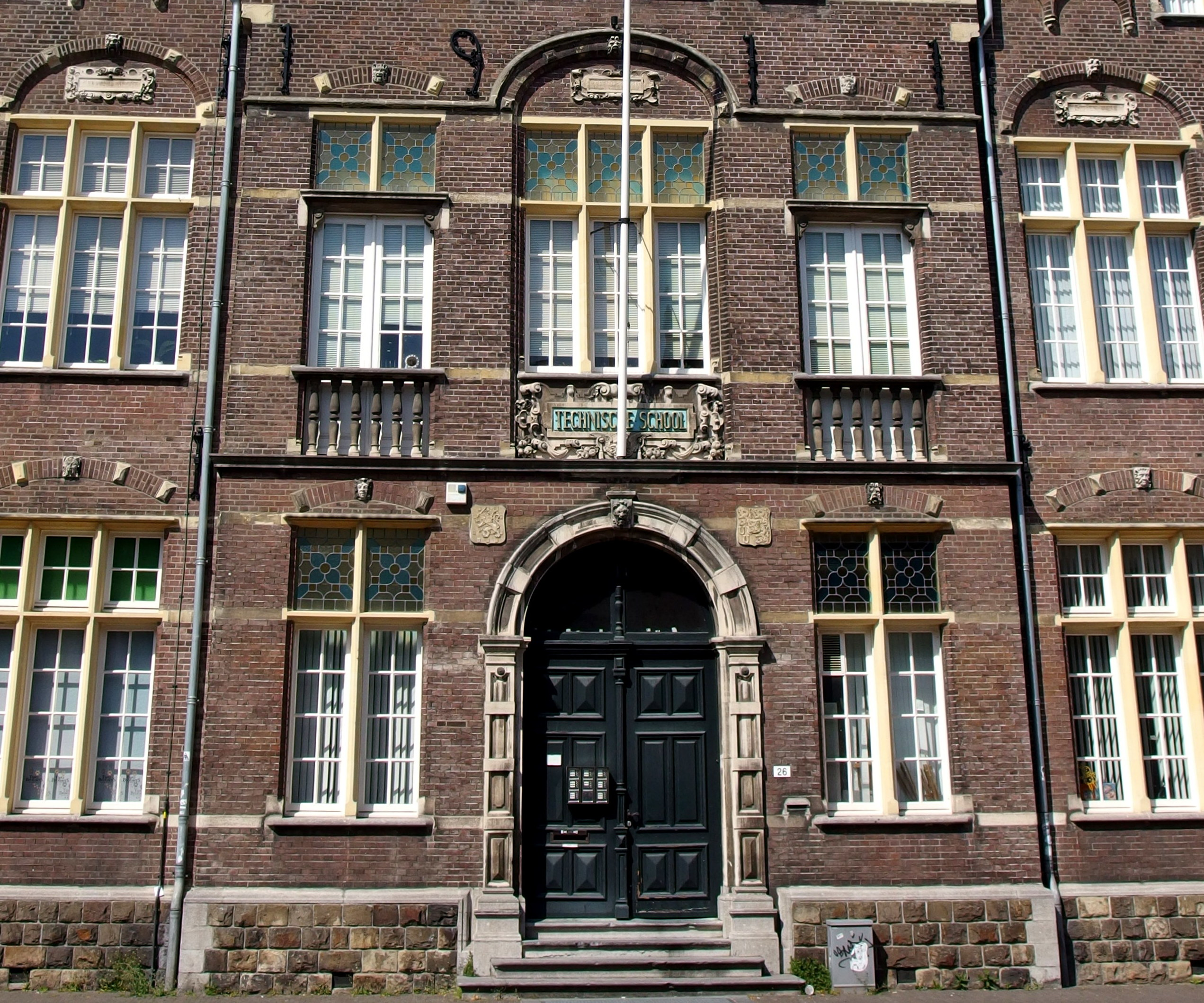
Ambachtsschool, detail gevel
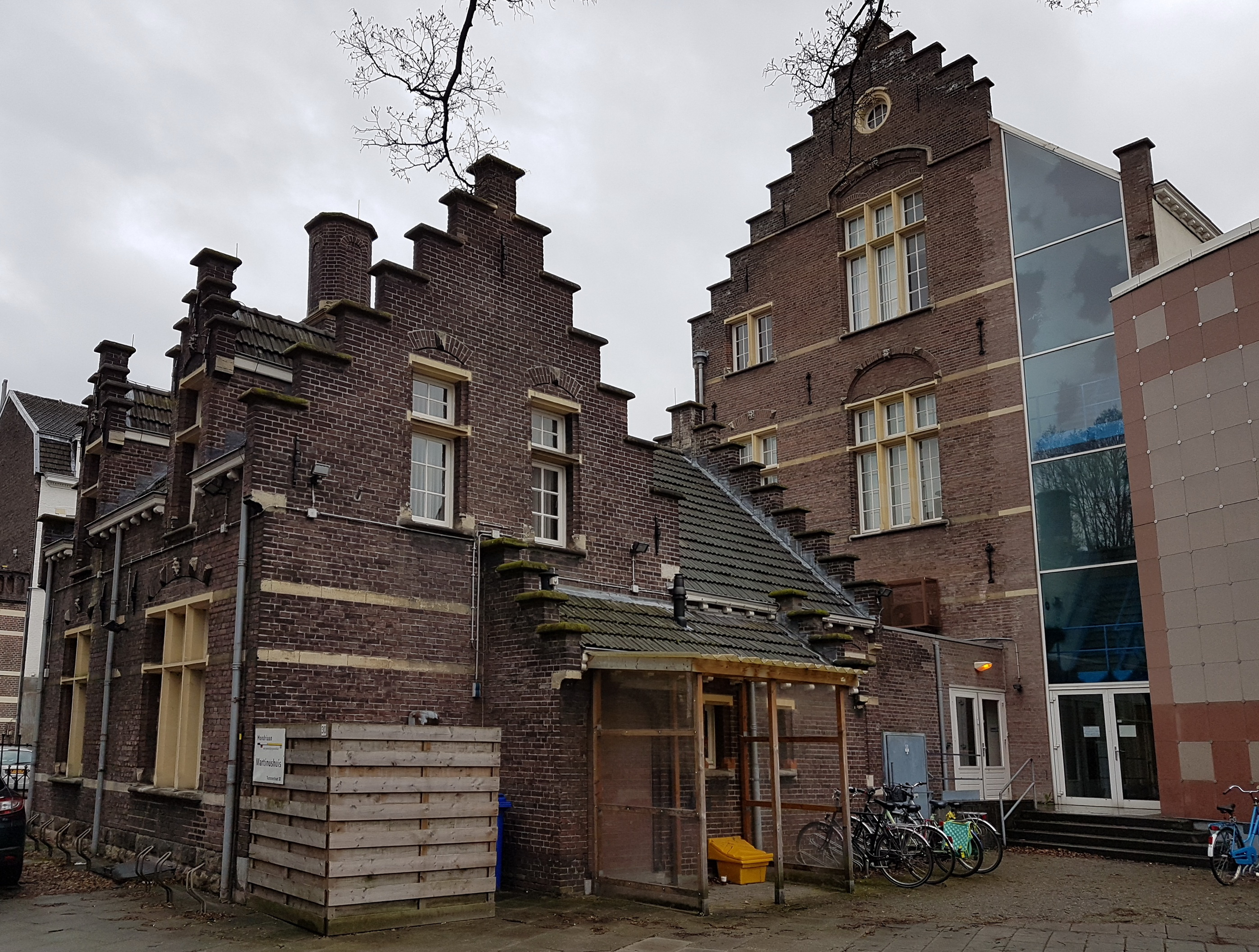
Ambachtsschool, paviljoen
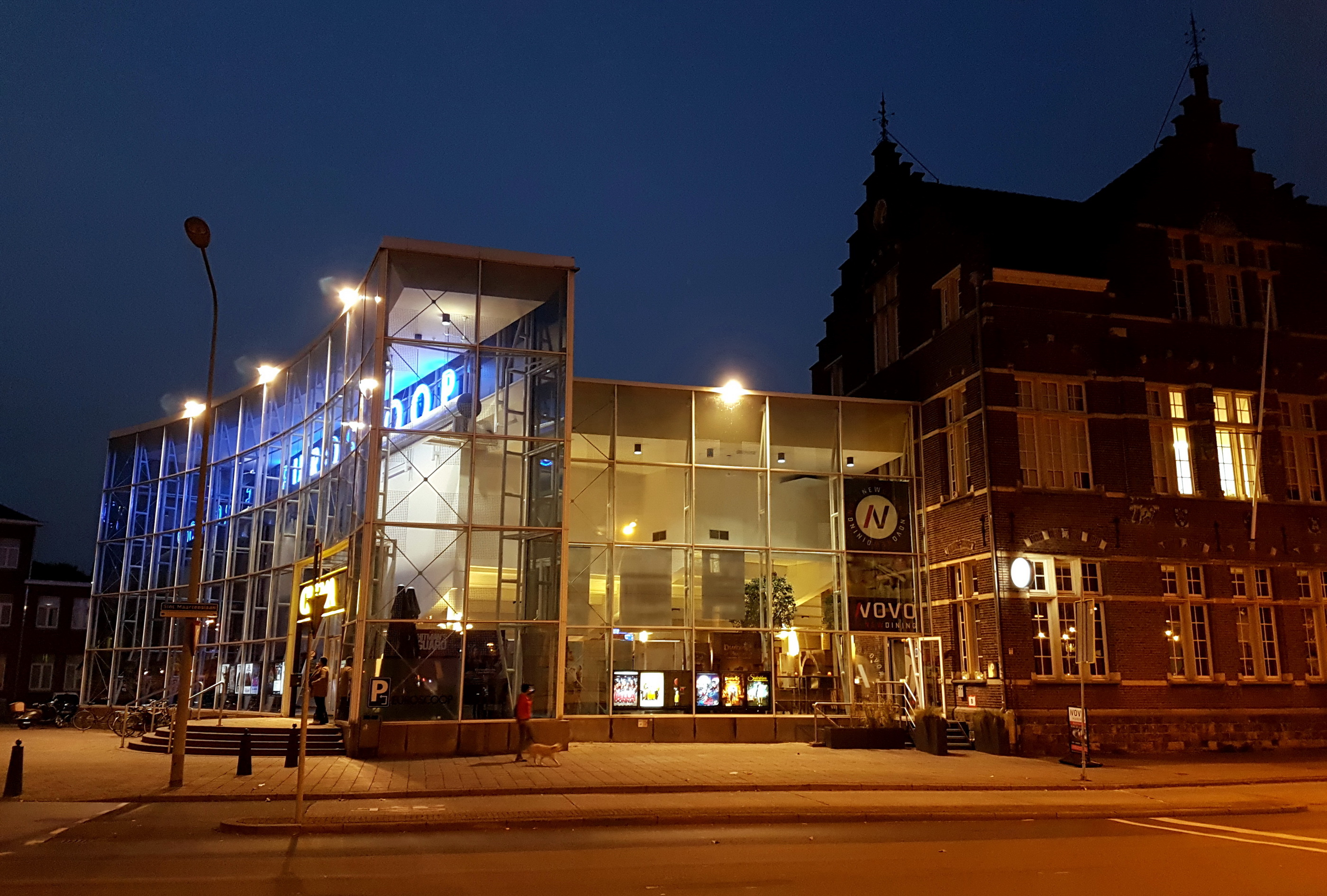
Euroscoop bioscoop

### Oostelijk deel: woonhuizen en hotels
Wilhelminasingel 41 is een hoekhuis in eclectische stijl uit 1905. Het pand is opgetrokken uit rode en gele baksteen, wat een interessante vlakverdeling oplevert. De benedenverdieping is gestuct met blokmotieven en zachtgeel geschilderd. De afgeschuinde hoek wordt bekroond door een getrapte Vlaamse gevel. De lagere aanbouw met kleinere vensters aan de kant van de Sint Maartenslaan is origineel.
Op de kruising Sint Maartenslaan-Alexander Battalaan-Turennestraat liggen enkele interessante panden. Alexander Battalaan 1 uit 1909 is een wit gestuct winkel-woonhuis met zowel jugendstil als rationalistische invloeden. De winkelpui is later vernieuwd. Op de andere hoek (nr. 2) ligt nog een winkelpand, waarvan alleen de bovenverdiepingen wit gestuct zijn met vrijlating van baksteendetails, zoals hoeklisenen, horizontale lijsten en een getande lijst onder de dakgoot. De winkeldeur op de afgeschuinde hoek is oorspronkelijk. Ook de lage aanbouw met gemetselde balustrade aan de kant van de Sint Maartenslaan dateert nog uit de bouwtijd.
Op de tegenoverliggende hoek (met de Turennestraat) ligt een complex van drie woonhuizen uit 1914 in eclectische stijl, eveneens met jugendstil-invloeden. Het hoekpand (Turennestraat 37a-b) heeft een houten hoekerker. Aan de kant van de Sint Maartenslaan (nr. 18a-b) zijn de deuren nog origineel, maar de vensters vernieuwd.
Op nummer 14 ligt een voormalige chocoladefabriek met bovenwoning uit 1916. Het pand is bijna symmetrisch: het middendeel is geheel symmetrisch, maar het linkerdeel (met de bedrijfspoort) is iets breder dan het rechter (met de entree van de woning). Opvallende elementen zijn de kunststenen lateien boven de vensters en de houten erker en balkon in het deels oranje geschilderde middendeel.
Sint Maartenslaan 4-6 is een dubbel woonhuis met bedrijfsgedeelte uit 1917, dat anno 2020 in gebruik is als hotel. De twee panden in eclectische stijl zijn vrij verschillend, maar delen met elkaar de roodbruine bakstenen gevels met accenten van gele en oranje verblendsteen. Met name de doorlopende lijsten en de segmentbogen boven de vensters zijn uitbundig gedecoreerd. De dakrand van nr. 6 is versierd met een balustrade met gemetselde kolommen.
De woonhuizen op nrs. 9 t/m 15 hebben typisch vroeg-twintigste-eeuwse eclectische gevels met toepassingen van rode, gele en oranje baksteen. De nrs. 9 en 11 hebben geblokte segmentboogvullingen boven de vensters. De gevel van nr. 13 is grotendeels witgepleisterd, maar is bijna identiek met die van het gelijktijdig gebouwde nr. 15.
Het dubbele hoekhuis aan het einde van de straat (nr. 1) heeft een afgeschuinde hoek, gestucte en geprofileerde lijsten en vensteromlijstingen, en balkons met smeedijzeren hekjes. Het pand uit circa 1900 is anno 2020 onderdeel van een hotel.

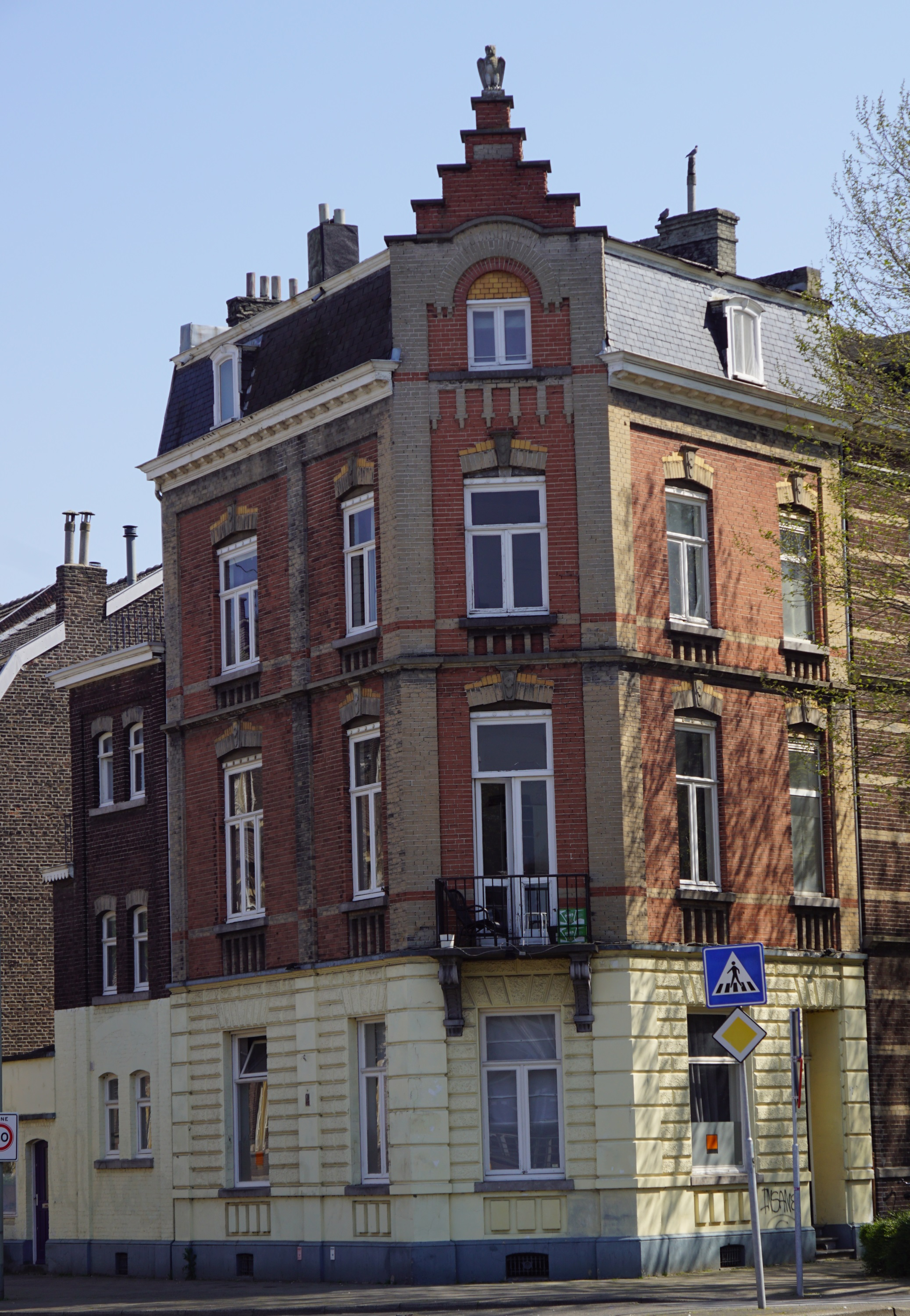
Hoekpand Wilhelminasingel
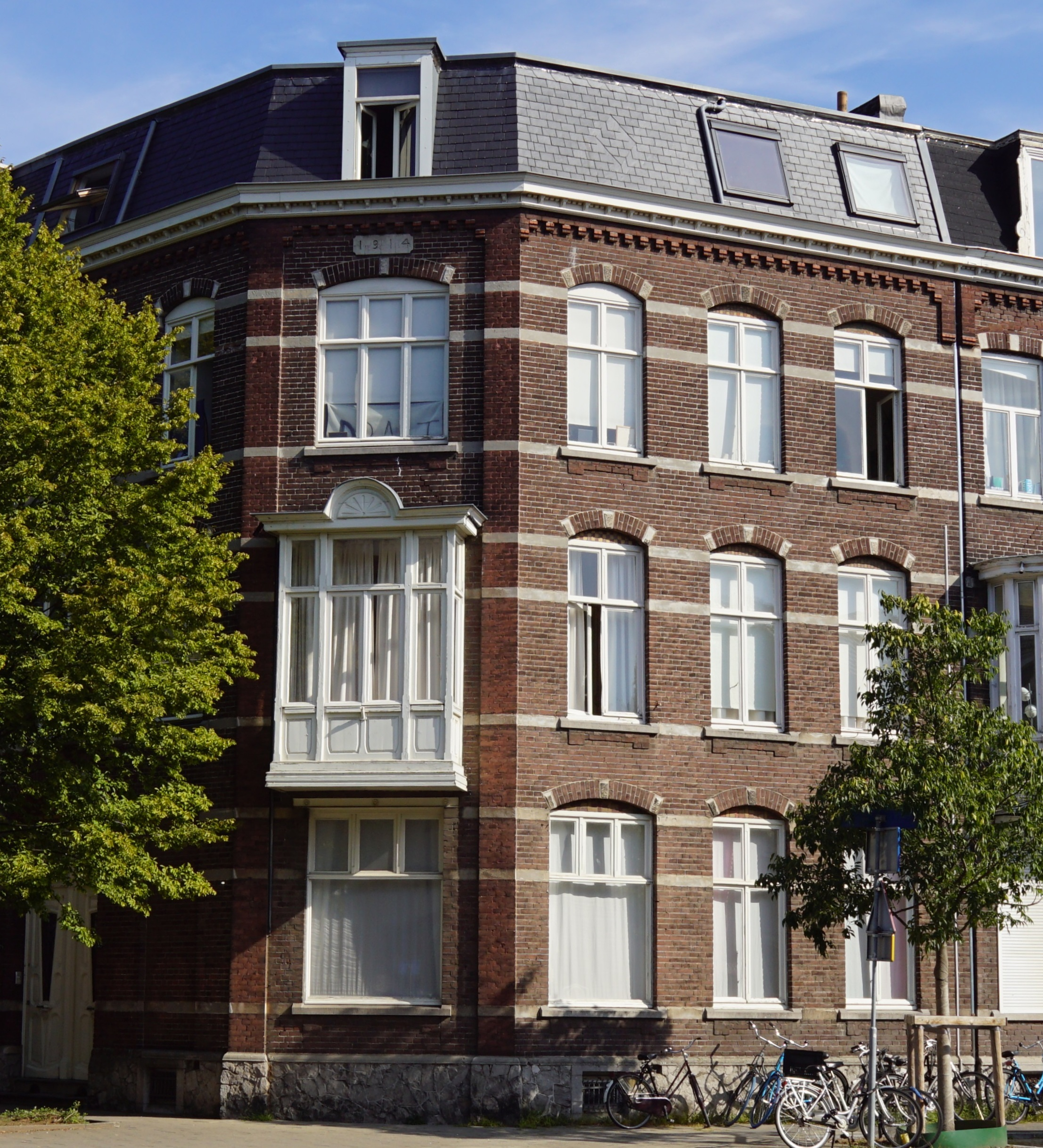
Hoekpand Turennestraat
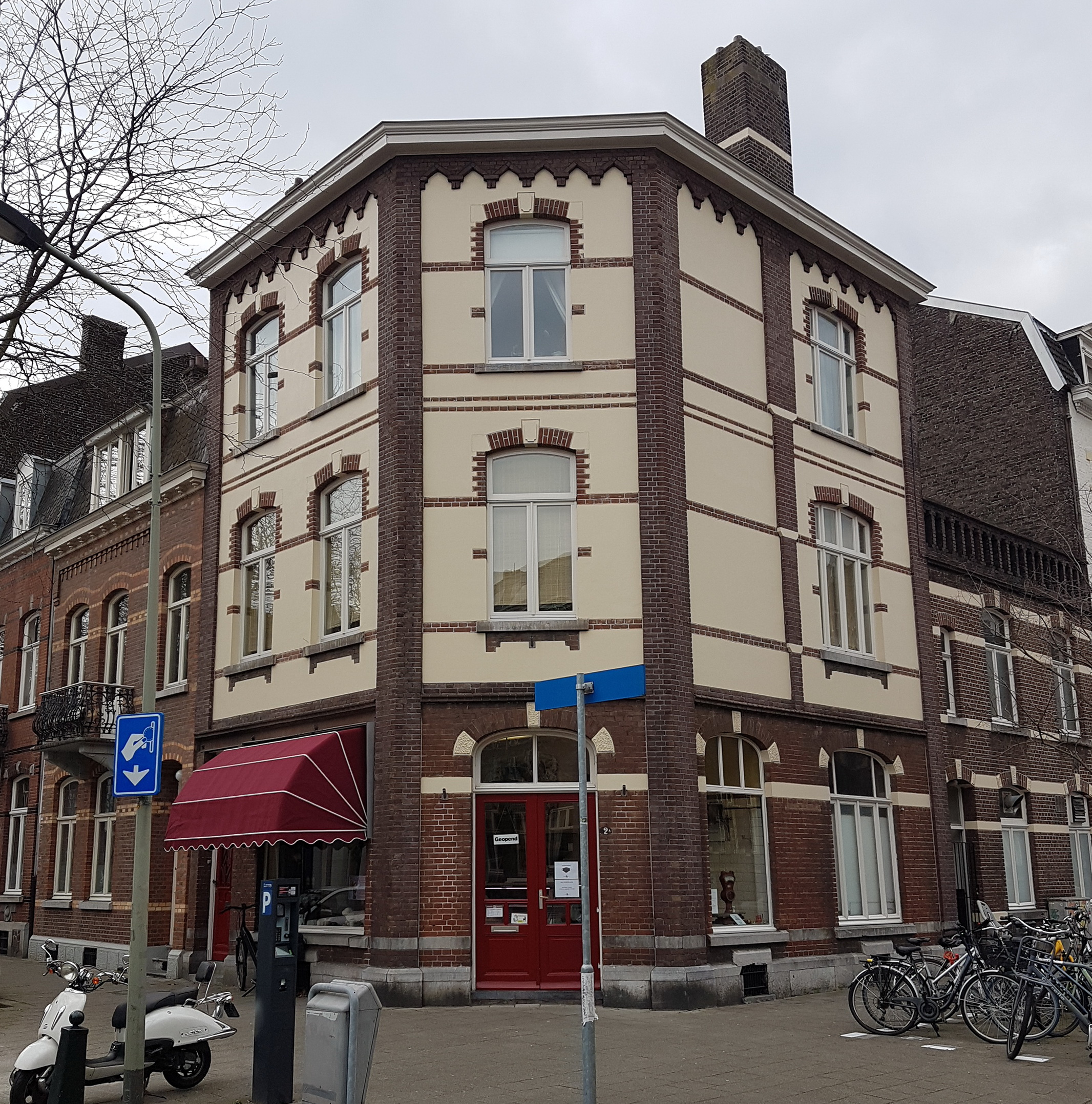
Hoek Alexander Battalaan 2
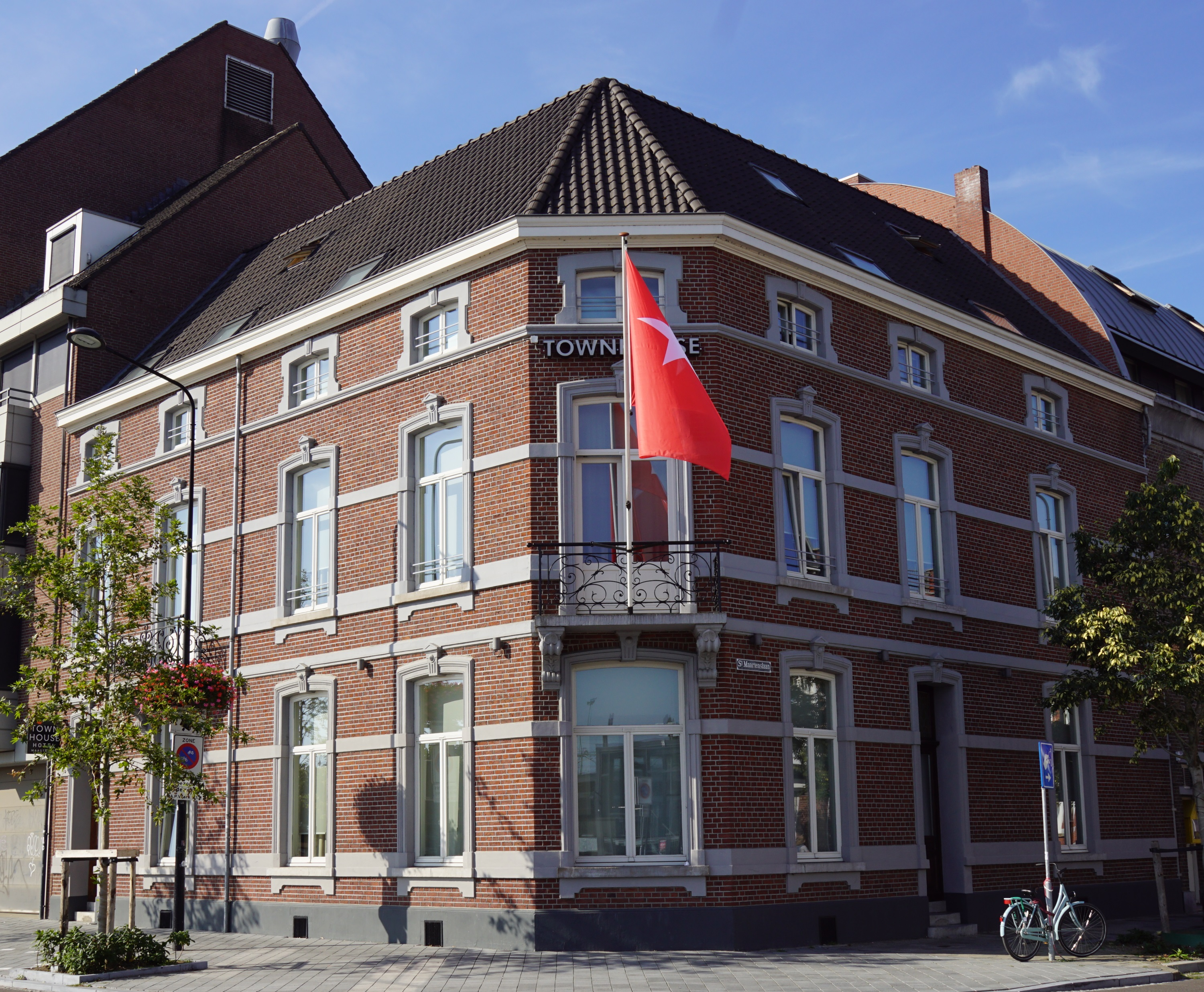
Hoekpand Parallelweg

## Wetenswaardigheden

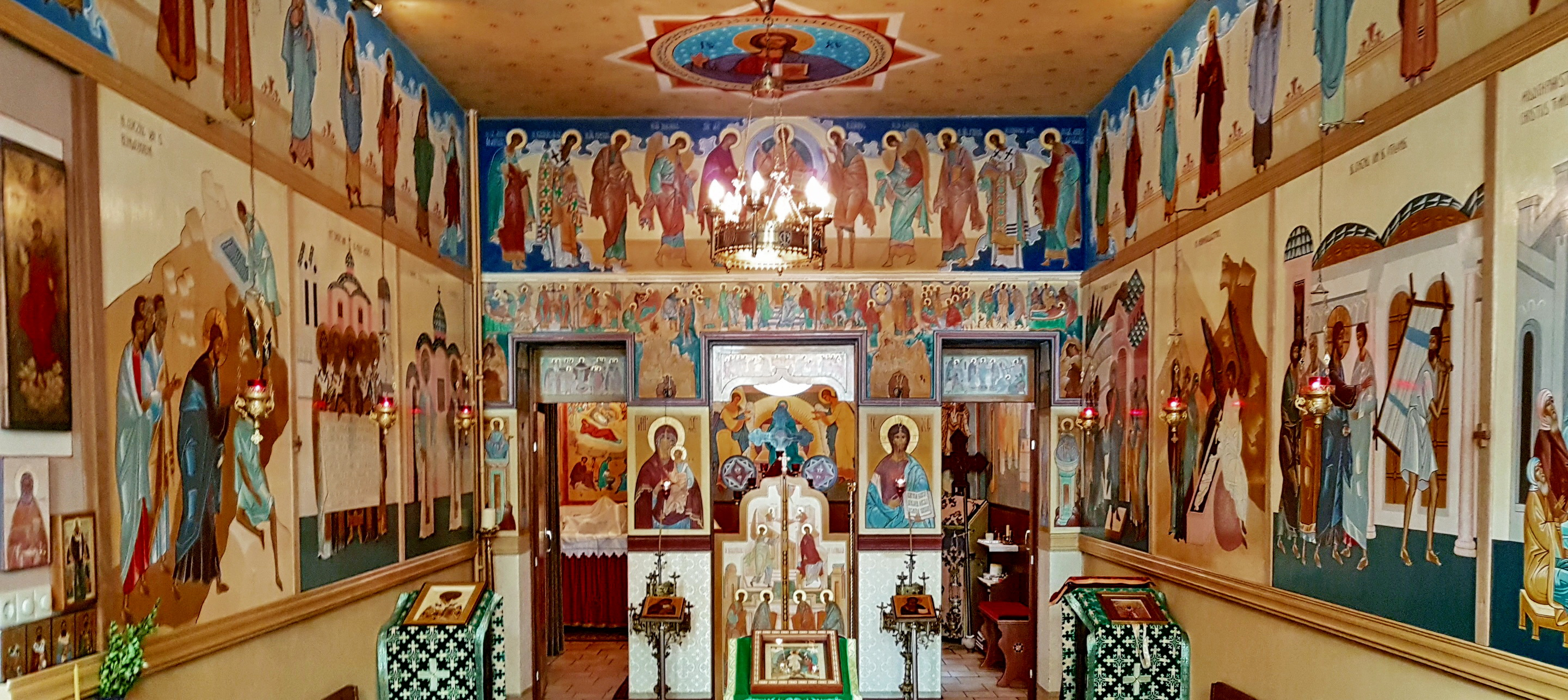
Interieur Russisch-orthodoxe kerk, 2018

- Van 22 oktober 1944 tot 10 maart 1945 fungeerde Maastricht als commandocentrum van het Amerikaanse 9e Leger, Vanwege plaatsgebrek in de Tapijnkazerne en het Henric van Veldekecollege waren enkele eenheden in de Ambachtsschool aan de Sint Maartenslaan gevestigd.[45]
- In de hoef- en wagensmederij Lem-Vossen, gevestigd op Sint Maartenslaan 32-34, werden tot in de jaren 1950 paarden beslagen, in die tijd al een bezienswaardigheid.[46]
- De Sint-Martinuskerk is niet de enige kerk aan de Sint Maartenslaan. Sinds 1975 is vlakbij, op de begane grond van het woonhuis op nr. 37, de Russisch-orthodoxe Kerk van de Heilige Johannes Chrysostomos en Servatios gevestigd.[47] De kerk is aan de buitenkant nauwelijks als zodanig te herkennen; alleen een Russisch kruis en de aanduiding 'Orthodoxe Kerk' wijzen daarop.[48]
- De vanaf 1983 leegstaande Ambachtsschool was omstreeks 1990 sterk verloederd, onder meer door de aanwezigheid van alcoholisten, drugsverslaafden en daklozen. Er werd zelfs brand gesticht. Na de bouw van de bioscoop verplaatste de problematiek zich naar de Kleine Griend.[49]